# 주기율표의 역사

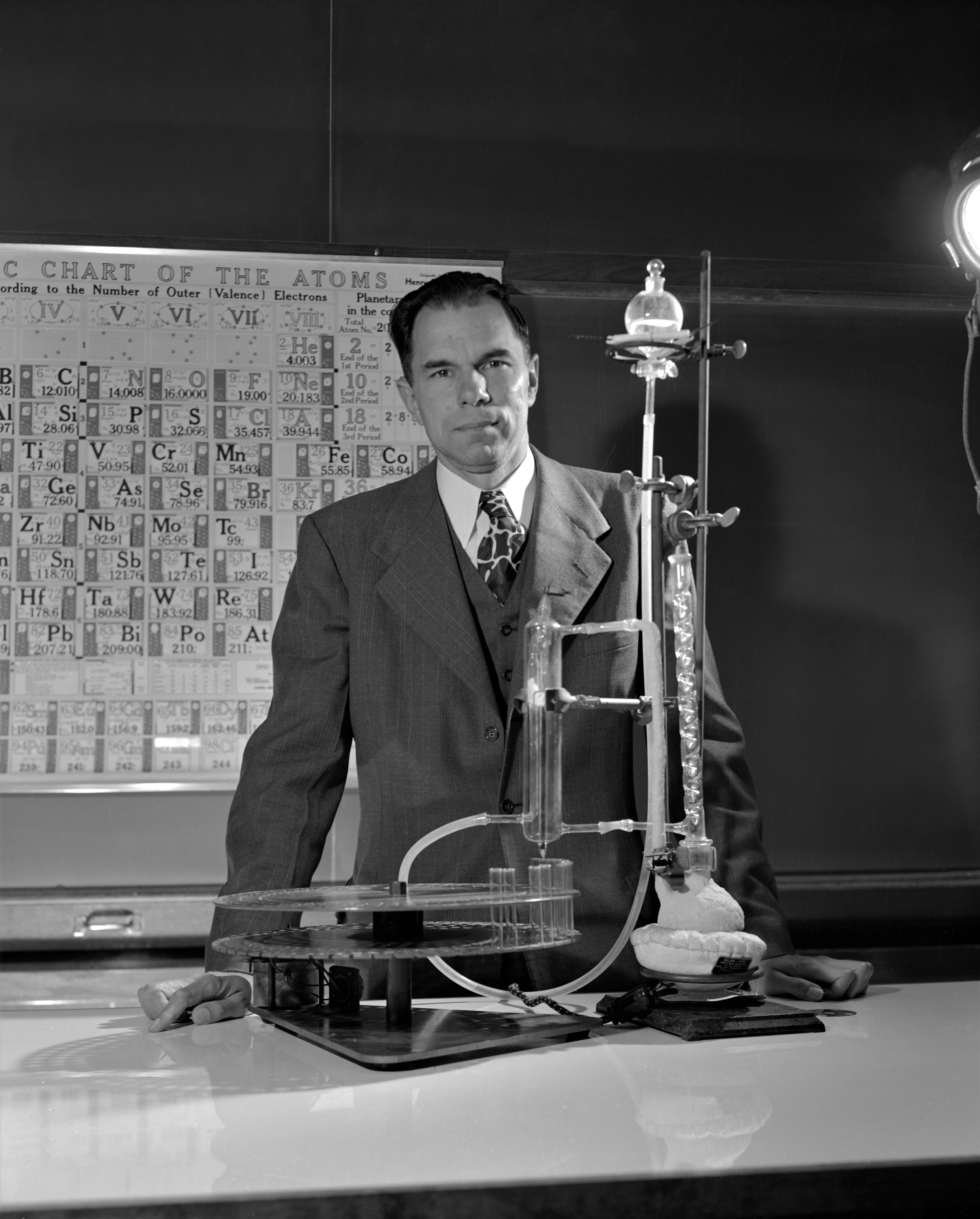
1950년 5월, 원소 시보귬의 이름이 된 미국의 화학자 글렌 T. 시보그가 주기율표 앞에 서 있다.

주기율표는 화학 원소들을 원자 번호, 전자 배열, 반복되는 화학적 특성에 따라 배열한 것이다. 기본 형태에서 원소는 읽는 순서대로 증가하는 원자 번호 순서로 나열된다. 새로운 행을 시작할 땐 행(주기)과 열(족)이 반복되는 특성(주기성이라고 함)을 가진 원소를 보여주도록 구성된다. 예를 들어, 18족의 모든 원소는 대체로(완전히는 아니지만) 비활성인 비활성 기체이다.
주기율표의 역사는 2세기 이상에 걸쳐 원소들의 화학적 및 물리적 특성에 대한 이해가 발전한 것을 반영하며 앙투안 라부아지에, 요한 볼프강 되베라이너, 존 뉴랜즈, 로타르 마이어, 드미트리 멘델레예프, 글렌 T. 시보그 등이 이에 주요 공헌을 했다.

## 초기 역사
기원전 5세기, 레우키포스와 그의 제자 데모크리토스는 모든 물질이 "원자"라고 부르는 작고 나눌 수 없는 입자로 구성되어 있다고 제안했다. 데모크리토스는 원자가 너무 작아서 감각으로는 감지할 수 없으며, 그 수는 무한하고 종류도 무한하며, 영원히 존재했고 이 원자들이 공허나 진공 속에서 끊임없이 움직이고 있다고 믿었다. 우리가 물, 불, 식물, 또는 인간으로 인식하는 것은 단지 공허 속에서 원자들이 결합한 것에 불과하다고 말했다.
기원전 330년경, 그리스 철학자 아리스토텔레스는 모든 것이 하나 이상의 근원들의 혼합물로 이루어져 있다고 제안했는데, 이는 시칠리아의 철학자 엠페도클레스가 처음 제안한 아이디어였다. 아테네의 철학자 플라톤이 원소라고 불렀던 네 가지 근원은 흙, 물, 공기, 불이었다. 유사한 아이디어가 다른 고대 전통에도 존재했는데, 예를 들어 인도 철학에는 흙, 물, 불, 공기, 에테르를 총칭하여 '판카 부타'라고 불렀던 다섯 가지 원소가 있었다.
주기율표에 나타난 화학 원소들 중 아홉 가지, 즉 탄소, 황, 철, 구리, 은, 주석, 금, 수은, 납은 고대부터 알려져 있었다. 이들은 자연 상태로 발견되며 원시적인 도구로 비교적 간단하게 채굴할 수 있었기 때문이다. 연금술 시대에는 다섯 가지 원소(아연, 비소, 안티모니, 비스무트)가 더 알려졌다. 백금은 콜럼버스 이전 남아메리카인에게 알려져 있었지만, 이에 대한 지식이 유럽에 도달한 것은 16세기가 되어서였다.

## 첫 분류

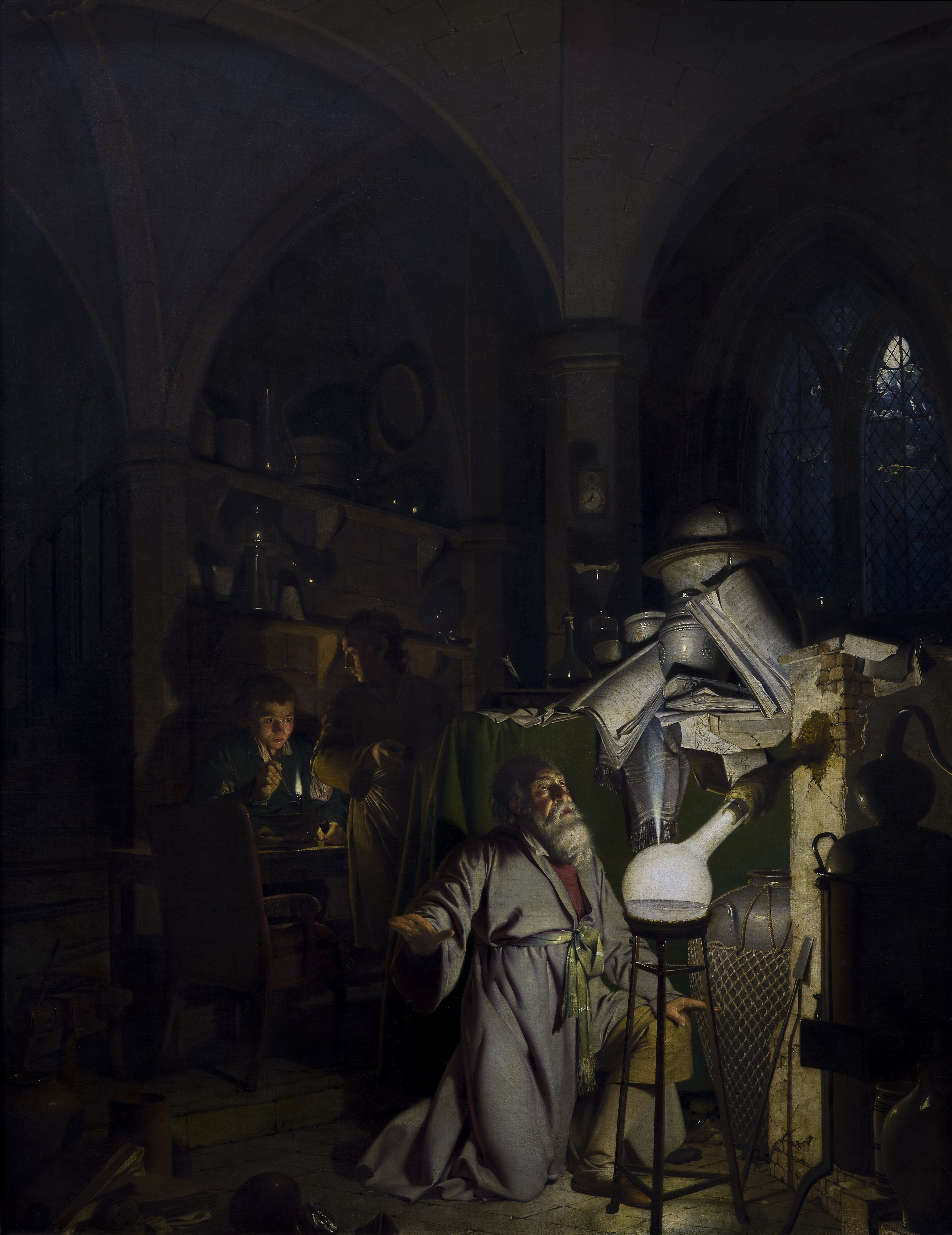
《연금술사가 인을 발견하다》에 묘사된 헤니히 브란트

주기율표의 역사는 화학 원소 발견의 역사이기도 하다. 1661년, 보일은 원소를 "여러 개가 혼합된 것이 구성되어 있다고 말해지는 물질에서 궁극적으로 분해되는 원시적이고 단순한 물질"로 정의했다.
기록된 역사상 새로운 원소를 발견한 첫 번째 사람은 파산한 독일인 상인 헤니히 브란트였다. 브란트는 값싼 금속을 금으로 바꿀 수 있다고 여겨지는 신비로운 물건인 현자의 돌을 발견하려고 노력했다. 1669년 또는 그 이후에, 그가 증류된 인간 오줌을 가지고 실험한 결과 빛나는 흰색 물질을 생산해냈는데, 그는 이를 "차가운 불"(kaltes Feuer)이라고 불렀다. 그는 1680년 로버트 보일이 인을 재발견하고 그의 연구 결과를 발표할 때까지 자신의 발견을 비밀로 유지했다.
인의 발견은 원자론의 다양한 버전들이 단지 추측에 불과했고 물질의 본성에 대한 나중의 이해가 이제 막 가능해지기 시작했던 세상에서 물질(주어진 물질의 모든 종류)이 원소라는 것이 무엇을 의미하는지에 대한 의문을 제기하는 데 도움이 되었다.
1718년, 에티엔 프랑수아 조프루아의 친화도표는 후대에 다시 사용될 여러 측면, 즉 (1) 표 형태의 분류와 (2) 화학 친화력과의 상관관계를 활용했다.

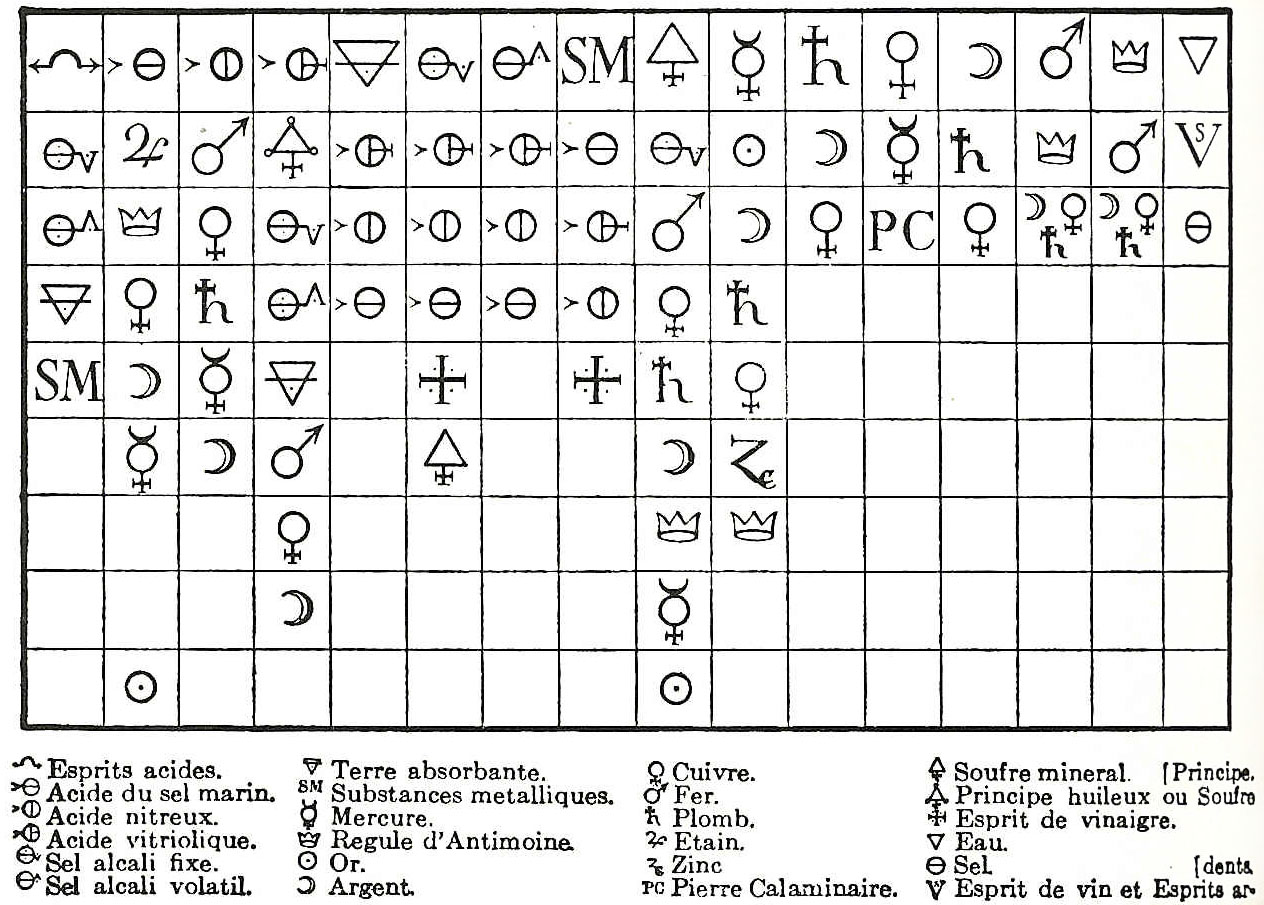
조프루아의 1718년 친화도표. 각 열의 맨 위에는 아래의 모든 종과 결합할 수 있는 화학종이 있다. 일부 역사학자는 이 표가 화학 혁명의 시작이었다고 정의했다.

1789년, 프랑스 화학자 앙투안 라부아지에는 현대 화학 교과서로 간주되는 《화학 원론》을 저술했다. 라부아지에는 원소를 가장 작은 단위가 더 단순한 물질로 분해될 수 없는 물질로 정의했다. 라부아지에의 책에는 그가 더 이상 분해할 수 없다고 믿었던 "단물질" 목록이 포함되어 있었는데, 여기에는 산소, 질소, 수소, 인, 수은, 아연, 황이 포함되어 현대 원소 목록의 기초가 되었다. 라부아지에의 목록에는 당시 물질로 믿어졌던 "빛"과 "칼로릭"도 포함되었다. 그는 이러한 물질들을 금속과 비금속으로 분류했다. 많은 선도적인 화학자가 라부아지에의 새로운 발견을 믿으려 하지 않았지만, 《화학 원론》은 젊은 세대를 설득하기에 충분히 잘 쓰여졌다. 그러나 라부아지에의 원소 설명은 불완전했는데, 그는 단지 원소들을 금속과 비금속으로만 분류했기 때문이다.

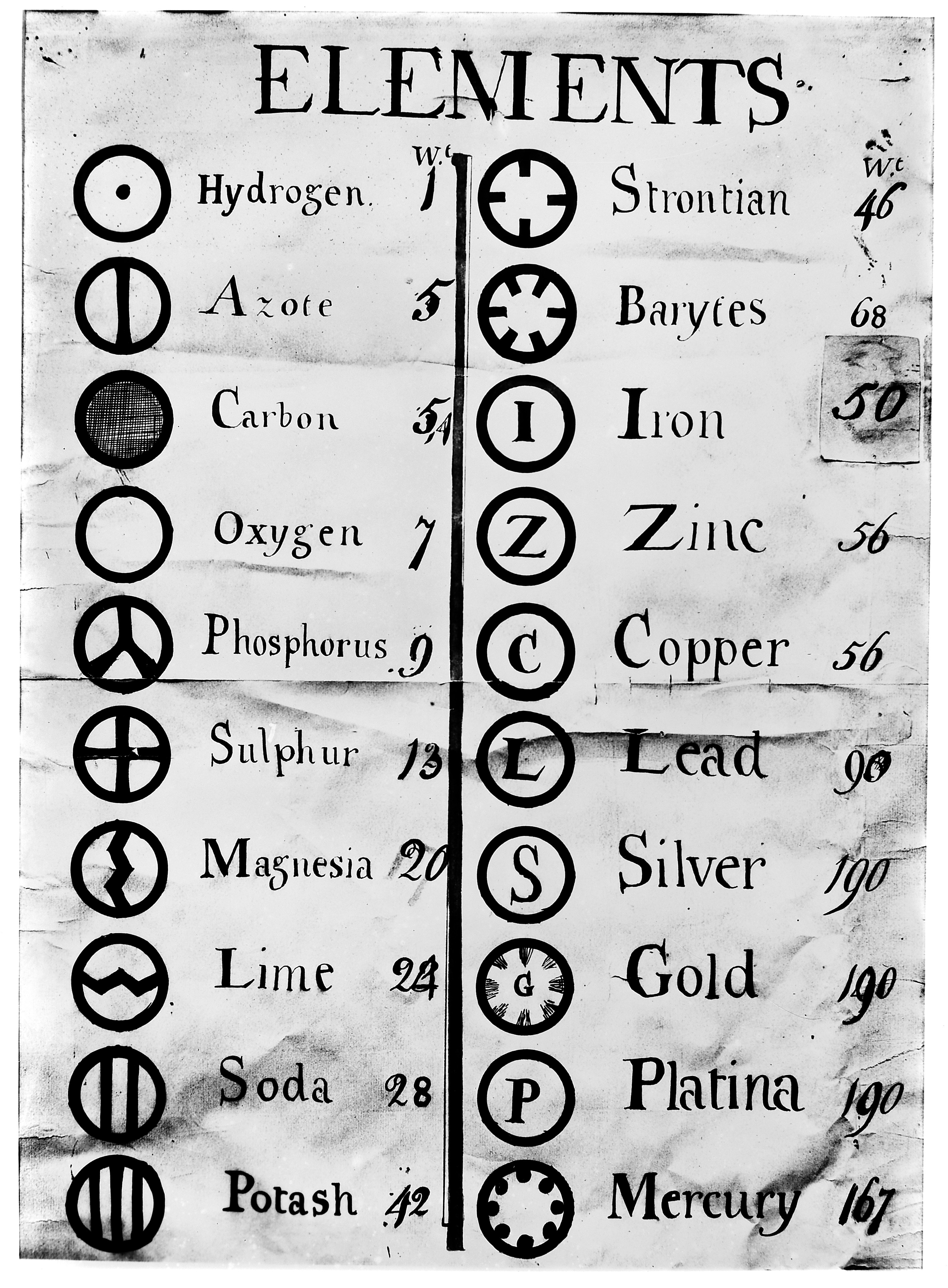
돌턴의 1806년 원자량별 알려진 원소 목록

1808~10년, 영국의 자연철학자 존 돌턴은 그의 시대에 알려진 원소들의 임시 표준 원자량을 화학량론적 측정과 합리적인 추론을 통해 도출하는 방법을 발표했다. 돌턴의 원자론은 1810년대와 1820년대에 많은 화학자들에게 채택되었다.
1815년, 영국의 의사이자 화학자 윌리엄 프라우트는 원자량이 수소 원자량의 배수인 것처럼 보인다는 것을 알아차렸다.
1817년, 독일의 물리학자 요한 볼프강 되베라이너는 원소를 분류하려는 가장 초기 시도 중 하나를 공식화하기 시작했다. 1829년, 그는 일부 원소들을 세 개씩 묶을 수 있으며, 각 그룹의 구성원이 관련된 특성을 가지고 있다는 것을 발견했다. 그는 이 그룹들을 삼원소라고 불렀다. 1843년, 되베라이너의 연구를 바탕으로 레오폴트 그멜린은 55개의 화학 원소를 공통된 특성으로 분류한 현대 주기율표의 선구자격 표를 개발했다.
삼원소 법칙의 정의
"화학적으로 유사한 원소가 원자량 증가 순서로 배열될 때 삼원소라고 불리는 명확한 세 개의 그룹을 형성하며, 이 그룹에서 중간 원소의 원자량은 일반적으로 다른 두 원소의 원자량의 산술 평균으로 밝혀졌다.
1. 염소, 브로민, 아이오딘
2. 칼슘, 스트론튬, 바륨
3. 황, 셀레늄, 텔루륨
4. 리튬, 나트륨, 칼륨"

원소들을 원자량으로 분류하려는 모든 시도는 정확하지 않은 원자량 측정이 방해했는데, 이는 단순히 약간의 오차가 아니었다. 탄소, 산소 및 다른 많은 원소는 실제 질량의 절반으로 믿어졌는데 (위 달턴의 그림 참조), 이는 단원자 분자만 존재한다고 믿어졌기 때문이었다. 아메데오 아보가드로와 그와는 독립적으로 앙드레마리 앙페르가 1810년대에 이미 이원자 분자와 아보가드로 법칙의 형태로 해결책을 제시했음에도 불구하고, 그 이론이 널리 고려되기 시작한 것은 스타니슬라오 카니차로의 1850년대 후반 출판물 이후였다.
1860년, 첫 번째 국제 화학 회의인 카를스루에 회의에서 현대 과학적 합의가 나타났고, 개정된 원소 및 원자 질량 목록이 채택되었다. 이는 더욱 광범위한 분류 체계를 만드는 데 도움이 되었다. 그러한 첫 번째 체계는 2년 후에 등장했다.

## 종합적인 공식화
원소들의 성질, 따라서 그 원소로 형성된 가볍고 무거운 물질의 성질은 그 원자량에 주기적으로 의존한다.— 러시아 화학자 드미트리 멘델레예프, 1871년 그의 기사 "화학 원소의 주기성"에서 처음으로 주기율을 공식화함

프랑스 지질학자 알렉상드르에밀 베귀예 드 샹쿠르투아는 원소가 원자량 순서로 배열될 때 일정한 간격으로 유사한 특성을 보인다는 것을 알아차렸다. 1862년, 그는 자신의 다이어그램 중앙 근처에 위치한 원소인 텔루륨의 이름을 따서 "텔루르 나선"이라는 3차원 차트를 고안했다. 원소가 원통 위에 증가하는 원자량 순서로 나선형으로 배열되면서, 드 샹쿠르투아는 유사한 특성을 가진 원소들이 수직으로 정렬되는 것을 보았다. 프랑스 과학 아카데미 회보에 실린 샹쿠르투아의 원본 논문에는 차트가 포함되어 있지 않았고 화학 용어보다는 지질학 용어를 사용했다. 1863년, 그는 차트를 포함하고 이온과 화합물을 추가하여 자신의 연구를 확장했다.
다음 시도는 1864년에 이루어졌다. 영국의 화학자 존 뉴랜즈는 《캐미컬 뉴스》에 62개의 알려진 원소에 대한 분류를 발표했다. 뉴랜즈는 질량 번호 순서에서 8의 배수 간격으로 원소의 물리적 특성에서 반복되는 경향을 발견했다. 이 관찰을 바탕으로 그는 이 원소를 여덟 그룹으로 분류했다. 각 그룹은 비슷한 진행을 보였고, 뉴랜즈는 이러한 진행을 음계의 음 진행에 비유했다. 뉴랜즈의 표는 미래에 발견될 가능성이 있는 원소를 위한 빈칸을 남기지 않았고, 어떤 경우에는 두 원소가 같은 옥타브의 같은 위치에 있었다. 뉴랜즈의 표는 동시대인에게 무시되거나 조롱받았다. 왕립화학회는 뉴랜즈의 연구를 출판하는 것을 거부했다. 학회 회장인 윌리엄 오들링은 그러한 "이론적" 주제가 논란의 여지가 있을 수 있다고 말하며 학회의 결정을 옹호했다. 학회 내부에서는 원소를 알파벳 순서로 나열하는 것이 더 낫다는 더욱 가혹한 반대가 있었다. 그 해 후반에, 오들링은 자신만의 표를 제안했지만, 뉴랜즈의 표에 반대하는 그의 역할 때문에 인정을 받는 데 실패했다.
독일 화학자 로타르 마이어 또한 유사한 화학적 및 물리적 특성의 순서가 주기적인 간격으로 반복된다는 것을 주목했다. 그에 따르면 원자량을 종축(즉, 수직)으로, 원자 부피를 횡축(즉, 수평)으로 정렬하면 얻어지는 곡선은 일련의 최대값과 최소값으로, 가장 전기 양성적인 원소가 그들의 원자량 순서대로 곡선의 정점에 나타났다. 1864년, 그의 책이 출판되었는데, 여기에는 28개 원소를 포함하는 주기율표의 초기 버전이 담겨 있었고, 원소들을 원자가에 따라 여섯 가지 계열로 분류했다. 이는 원소가 원자가에 따라 분류된 첫 번째 사례였다. 원자량에 따라 원소를 정리하는 연구는 그때까지 원자량 측정의 부정확성으로 인해 방해받았다. 1868년에 그는 자신의 표를 수정했지만, 이 수정본은 그의 사후에 초고 형태로만 출판되었다. 1869년 12월에 작성되어 1870년 초에 발표된 논문에서 마이어는 55개 원소로 구성된 새로운 주기율표를 발표했는데, 여기서 주기의 계열은 알칼리 토금속 그룹의 원소로 끝난다. 이 논문에는 또한 원소의 물리적 특성의 주기적 관계를 보여주고 마이어가 자신의 주기율표에 원소가 어디에 나타나야 하는지를 결정하는 데 도움이 된 상대 원자 부피의 선형 차트도 포함되었다. 이 시점에 그는 이미 멘델레예프의 첫 번째 주기율표의 출판을 보았지만, 그의 연구는 대체로 독립적이었던 것으로 보인다.
1869년, 러시아 화학자 드미트리 멘델레예프는 63개 원소를 표준 원자량 증가 순서로 여러 열에 배열하면서, 그들 사이에서 반복되는 화학적 특성을 주목했다. 때로는 그가 긴 기차 여행 중에 알려진 원소들의 기호, 원자량, 화학적 특성을 담은 카드를 사용하여 "화학 솔리테어"를 했다고도 한다. 또 다른 가능성은 그가 친구이자 언어학자인 오토 폰 뵈틀링크가 지적했던 산스크리트어 알파벳의 주기성에서 영감을 받았다는 것이다. 멘델레예프는 자신이 본 경향을 사용하여 일부 원소의 원자량이 부정확하다고 제안하고, 그에 따라 위치를 변경했다. 예를 들어, 그는 원자량이 14인 3가 베릴륨이 그의 연구에 들어갈 자리가 없다는 것을 파악하고, 베릴륨의 원자량과 원자가를 3분의 1로 줄여, 원자량 9.4의 2가 원소라고 제안했다. 멘델레예프는 러시아와 해외의 다양한 화학자들에게 인쇄된 주기율표를 널리 배포했다. 멘델레예프는 1869년에 7가지 유형의 최고 산화물이 있다고 주장했다. 멘델레예프는 자신의 분류를 계속 개선했다. 1870년에는 표 형태를 갖추게 되었고, 각 열에는 그 열의 물질이 가질 수 있는 최고 산화물이 주어졌으며, 1871년에는 이를 더욱 발전시켜 그가 "주기율"이라고 명명한 것을 공식화했다. 새로운 개정을 통해 일부 변경 사항도 발생했으며, 일부 원소는 위치를 변경했다.

종합적인 공식화를 위한 다양한 시도
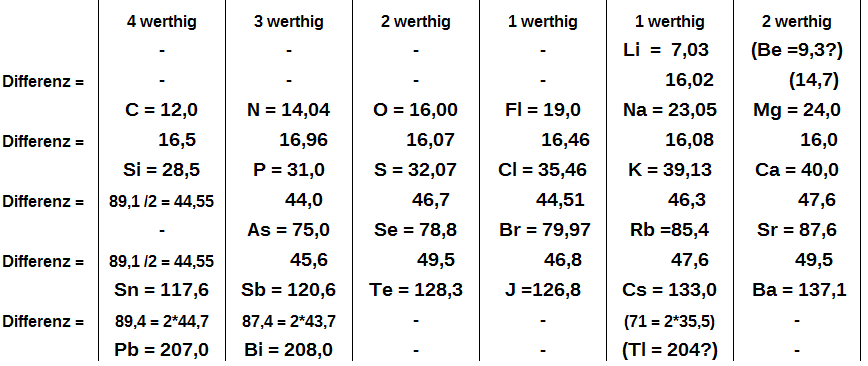
마이어의 주기율표, "Die modernen Theorien der Chemie" (1864년)에 발표됨
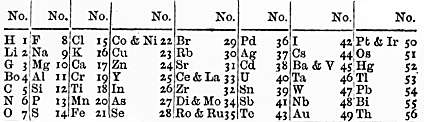
뉴랜즈의 옥타브 법칙, 1866년
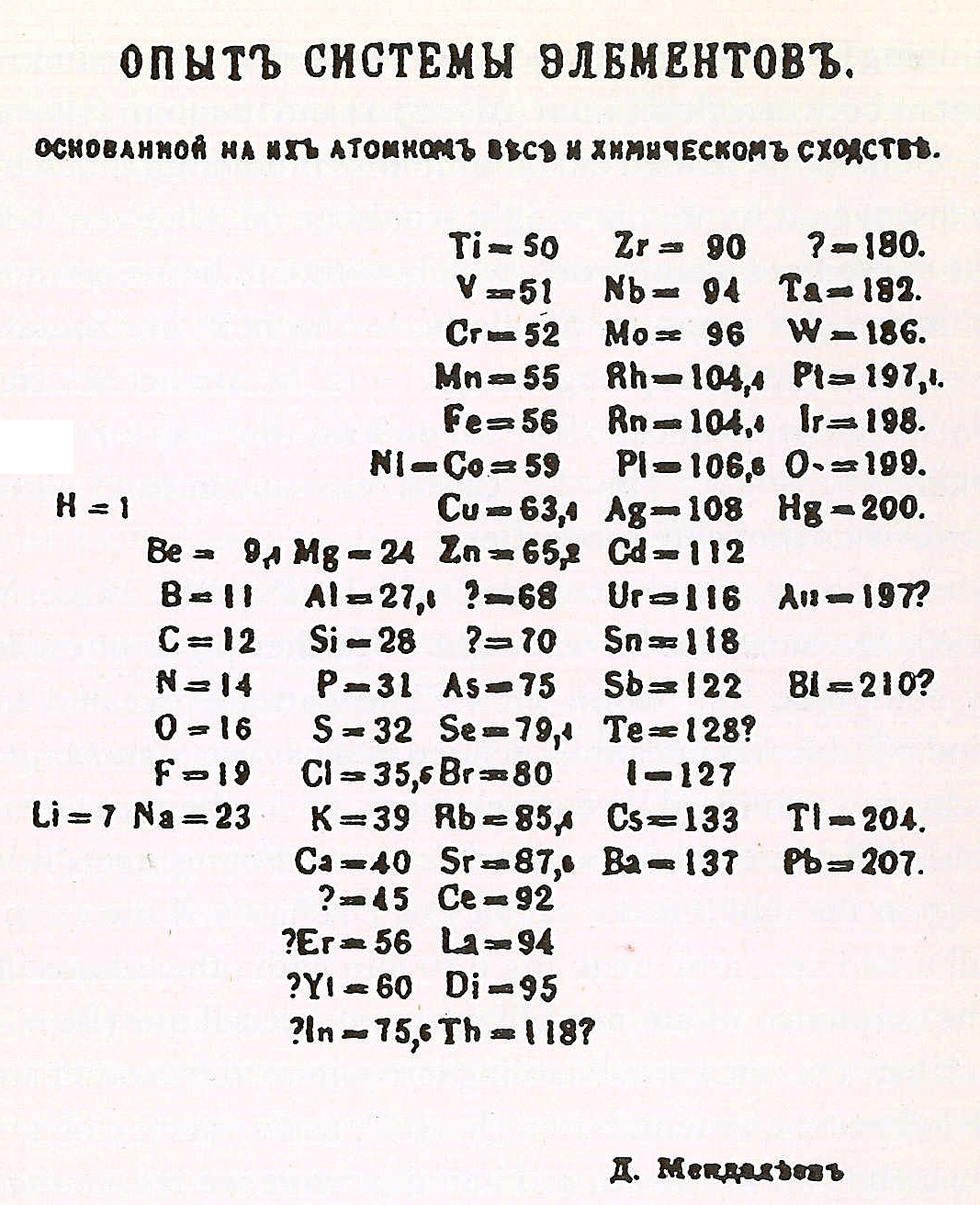
멘델레예프의 첫 원소 분류 체계 시도, 1869년
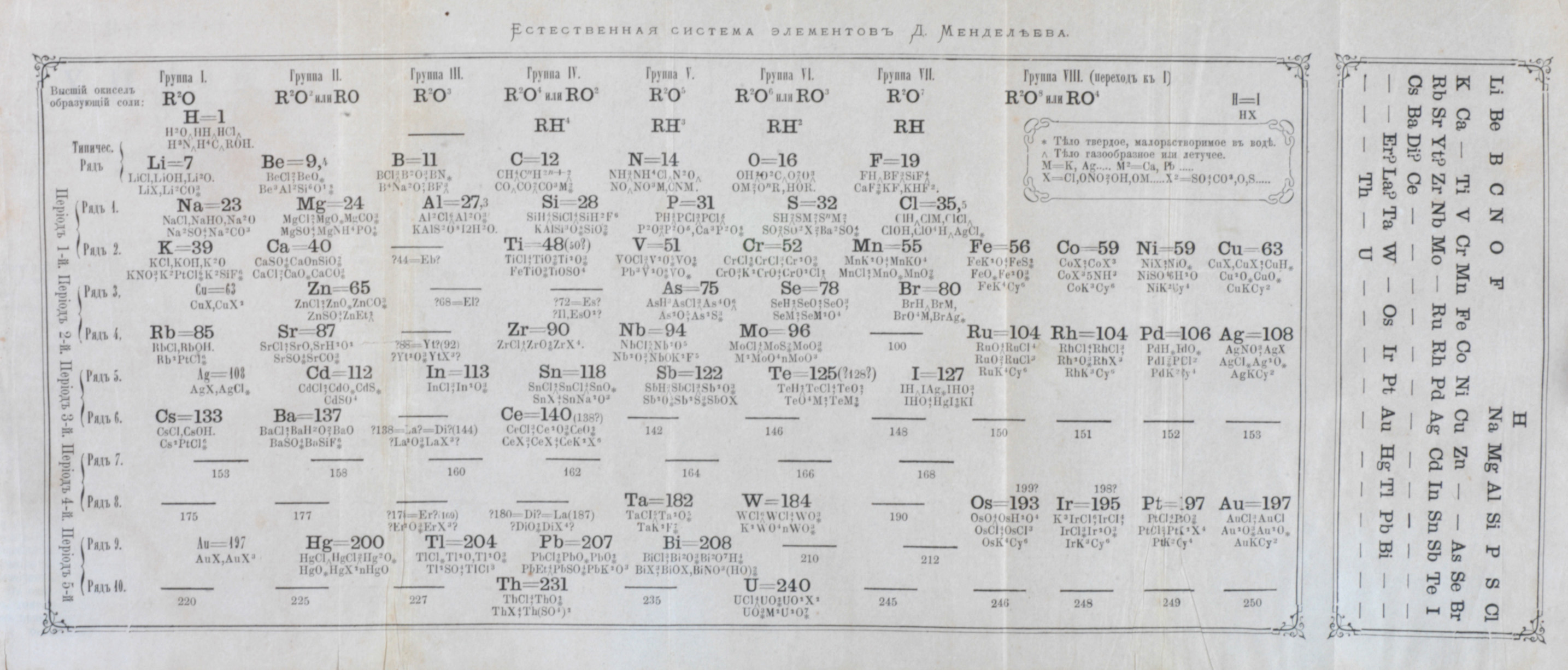
멘델레예프의 자연 원소 체계, 1870년
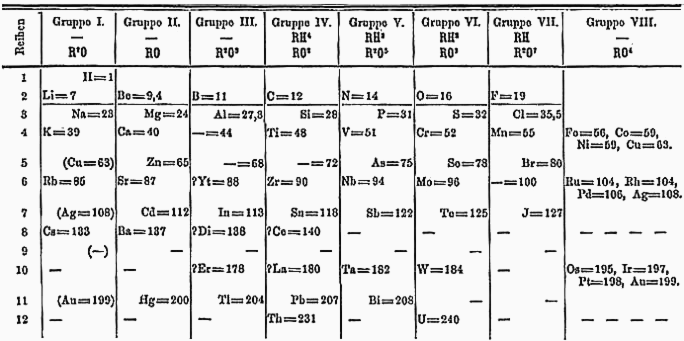
멘델레예프의 주기율표, 1871년

## 우선권 논쟁과 인정
어떤 특정 과학적 아이디어를 창안한 사람으로 정당하게 여겨지는 자는 단지 그 철학적 측면뿐만 아니라 실제적 측면까지도 인식하고, 모두가 그 진실을 확신할 수 있도록 문제를 설명하는 방법을 이해하는 자이다. 그제야 비로소 아이디어는 물질처럼 파괴되지 않는 것이 된다.— 멘델레예프가 1881년 영국 학술지 Chemical News에 실린, 주기율표 발명 우선권에 대한 마이어와의 논쟁 서신에 실린 논문에서

### 멘델레예프의 예측과 희토류 원소를 통합할 수 없었던 점
| 이름            | 원자량     | 원자량 | 현대 이름 (발견 연도) |
| 이름            | 멘델레예프 | 현대   | 현대 이름 (발견 연도) |
| --------------- | ---------- | ------ | --------------------- |
| 에테르          | 0.17       | —      | —                     |
| 코로늄          | 0.4        | —      | —                     |
| 에카-붕소       | 44         | 44.6   | 스칸듐                |
| 에카-세륨       | 54         | —      | —                     |
| 에카-알루미늄   | 68         | 69.2   | 갈륨                  |
| 에카-실리콘     | 72         | 72.0   | 저마늄                |
| 에카-망가니즈   | 100        | 99     | 테크네튬 (1937)       |
| 에카-나이오비움 | 142        | —      | —                     |
| 에카-몰리브데넘 | 146        | —      | —                     |
| 에카-카드뮴     | 155        | —      | —                     |
| 에카-아이오딘   | 170        | —      | —                     |
| 트리-망가니즈   | 190        | 186    | 레늄 (1925)           |
| 에카-세슘       | 175        | —      | —                     |
| 드비-텔루륨     | 212        | 210    | 폴로늄 (1898)         |
| 드비-세슘       | 220        | 223    | 프랑슘 (1939)         |
| 에카-탄탈럼     | 235        | 231    | 프로트악티늄 (1913)   |

멘델레예프는 일부 원소의 위치를 수정하면서도, 주기성의 큰 틀에서 찾을 수 있는 일부 관계가 아직 발견되지 않은 원소들 때문에 발견될 수 없으며, 그러한 미발견 원소의 특성은 다른 원소들과의 예상 관계에서 추론될 수 있다고 생각했다. 1870년, 그는 아직 발견되지 않은 원소들을 처음으로 특성화하려고 시도했고 에카-붕소, 에카-알루미늄, 에카-실리슘이라고 명명한 세 원소에 대한 상세한 예측을 제시했다. 또한 다른 몇 가지 예상도 간략하게 언급했다. 접두사 에카(eka), 드비(dvi), 트리(tri)는 각각 산스크리트어로 하나, 둘, 셋을 의미하며, 주기적인 알파벳을 발명한 파니니와 다른 고대 산스크리트 문법학자에게 경의를 표하는 것이라고 제안되었다. 1871년, 멘델레예프는 자신의 예측을 더욱 확장했다.
나머지 연구와 비교했을 때, 멘델레예프의 1869년 목록은 당시 알려진 7개 원소, 즉 인듐, 토륨, 그리고 5개의 희토류 금속(이트륨, 세륨, 란타넘, 어븀, 디디뮴)의 위치를 잘못 지정했다. 마지막 두 가지는 나중에 두 개의 다른 원소의 혼합물로 밝혀졌다. 이를 무시하면 증가하는 원자량 논리를 복원할 수 있었다. 이 원소(당시에는 모두 2가로 생각됨)은 겉보기에는 중요한 원자량을 가졌음에도 불구하고 규칙적인 원자가 증가를 보이지 않아 멘델레예프를 당황시켰다. 멘델레예프는 이를 특정 종류의 계열로 생각하여 함께 묶었다. 1870년 초, 그는 이 원소의 무게가 틀렸을 것이며 희토류 금속은 3가여야 한다고 결정했다(이에 따라 예측된 원자량은 절반 증가했다). 그는 인듐, 우라늄, 세륨의 열용량을 측정하여 더 높은 예상 원자가가 맞음을 입증했으며(이는 곧 프로이센 화학자 로베르트 분젠이 확인했다). 멘델레예프는 원소를 계열로 계속 취급하기보다는 각 원소를 자신의 원소 체계에서 개별 위치로 평가함으로써 변화를 처리했다.
멘델레예프는 세륨과 탄탈럼 사이에 원소가 없는 원자 질량의 상당한 차이가 있다는 것을 발견했다. 그는 이들 사이에 아직 발견되지 않은 원소의 열이 있으며, 이 원소들은 위와 아래에 있는 원소와 유사한 특성을 보일 것이라고 생각했다. 예를 들어 에카-몰리브데넘은 몰리브데넘의 더 무거운 동족체이자 볼프람(멘델레예프가 텅스텐을 알고 있던 이름)의 더 가벼운 동족체처럼 행동할 것이다. 이 열은 3가 란타넘, 4가 세륨, 5가 디디뮴으로 시작할 것이다. 그러나 디디뮴의 더 높은 원자가는 확립되지 않았고, 멘델레예프는 직접 이를 구하러 시도했다. 성공하지 못하자, 그는 1871년 후반에 희토류 금속을 통합하려는 시도를 포기하고 광휘성 에테르에 대한 그의 위대한 아이디어를 시작했다. 그의 아이디어는 오스트리아-헝가리 화학자 보후슬라브 브라우너에게 이어졌으며, 그는 주기율표에서 희토류 금속의 자리를 찾으려 했다. 멘델레예프는 나중에 그를 "주기율의 진정한 통합자 중 한 명"으로 언급했다.
스칸듐, 갈륨, 저마늄에 대한 예측 외에도, 멘델레예프의 1871년 표에는 미발견 원소를 위한 더 많은 공간이 있었지만, 그는 그들의 특성에 대한 자세한 예측을 쓰지 않았다. 그는 총 18개의 원소를 예측했지만, 그 중 절반만이 나중에 발견된 원소와 일치했다.

### 발견의 우선권
어떤 제안도 즉시 받아들여지지 않았고, 많은 동시대 화학자는 그것이 너무 추상적이어서 의미 있는 가치를 지니지 못한다고 생각했다. 자신의 분류법을 제안한 화학자 중 멘델레예프는 자신의 연구를 뒷받침하고 주기성에 대한 자신의 비전을 홍보하기 위해 노력했지만, 마이어는 자신의 연구를 활발하게 홍보하지 않았고, 뉴랜즈는 해외에서 인정을 받기 위한 시도조차 하지 않았다.
멘델레예프와 마이어는 각자의 교육적 필요에 따라 주기율표를 만들었다. 둘의 주기율표의 차이는 두 화학자가 서로 다른 문제를 해결하기 위해 형식화된 체계를 사용하려 했다는 사실로 잘 설명된다. 멘델레예프의 의도는 그의 교과서인 《화학의 기초》를 구성하는 데 도움을 주기 위함이었고, 마이어는 이론을 제시하는 데 더 관심을 가졌다. 멘델레예프의 예측은 저널 과학의 영역에서 교육적 범위를 벗어나 나타났고, 반면 마이어는 전혀 예측을 하지 않았고, 그의 표와 그것이 담긴 교과서 《현대 이론》이 학생들이 순수하게 이론적으로 구성된 예측을 너무 많이 하지 않도록 예측에 사용되어서는 안 된다고 명시적으로 밝혔다.
멘델레예프와 마이어는 적어도 각자의 연구를 홍보하는 데 있어서는 기질이 달랐다. 멘델레예프 예측의 대담성은 일부 동시대 화학자에게 주목받았지만, 그들은 회의적일 수도 있었다. 마이어는 《현대 이론》의 한 판본에서 멘델레예프의 "대담함"을 언급했고, 멘델레예프는 《화학의 기초》의 한 판본에서 마이어의 예측에 대한 우유부단함을 비웃었다.

### 멘델레예프 주기율표의 인정
결과적으로 주기율표는 그 설명력과 마침내 원소 간의 관계를 체계화한 것에 대해 높이 평가받았다. 하지만 그러한 평가는 보편적이지 않았다. 1881년, 멘델레예프와 마이어는 주기율표 발명의 우선권을 놓고 영국 학술지 《케미컬 뉴스》에서 논쟁을 벌였으며, 여기에는 멘델레예프의 논문, 마이어의 논문, 주기성 개념에 대한 비판 논문 등이 포함되었다. 1882년, 런던의 왕립학회는 원소 분류에 대한 공로로 멘델레예프와 마이어 모두에게 데이비 메달을 수여했다. 당시 멘델레예프가 예측한 원소 중 두 개가 발견되었음에도 불구하고, 멘델레예프의 예측은 수상 이유에 전혀 언급되지 않았다.

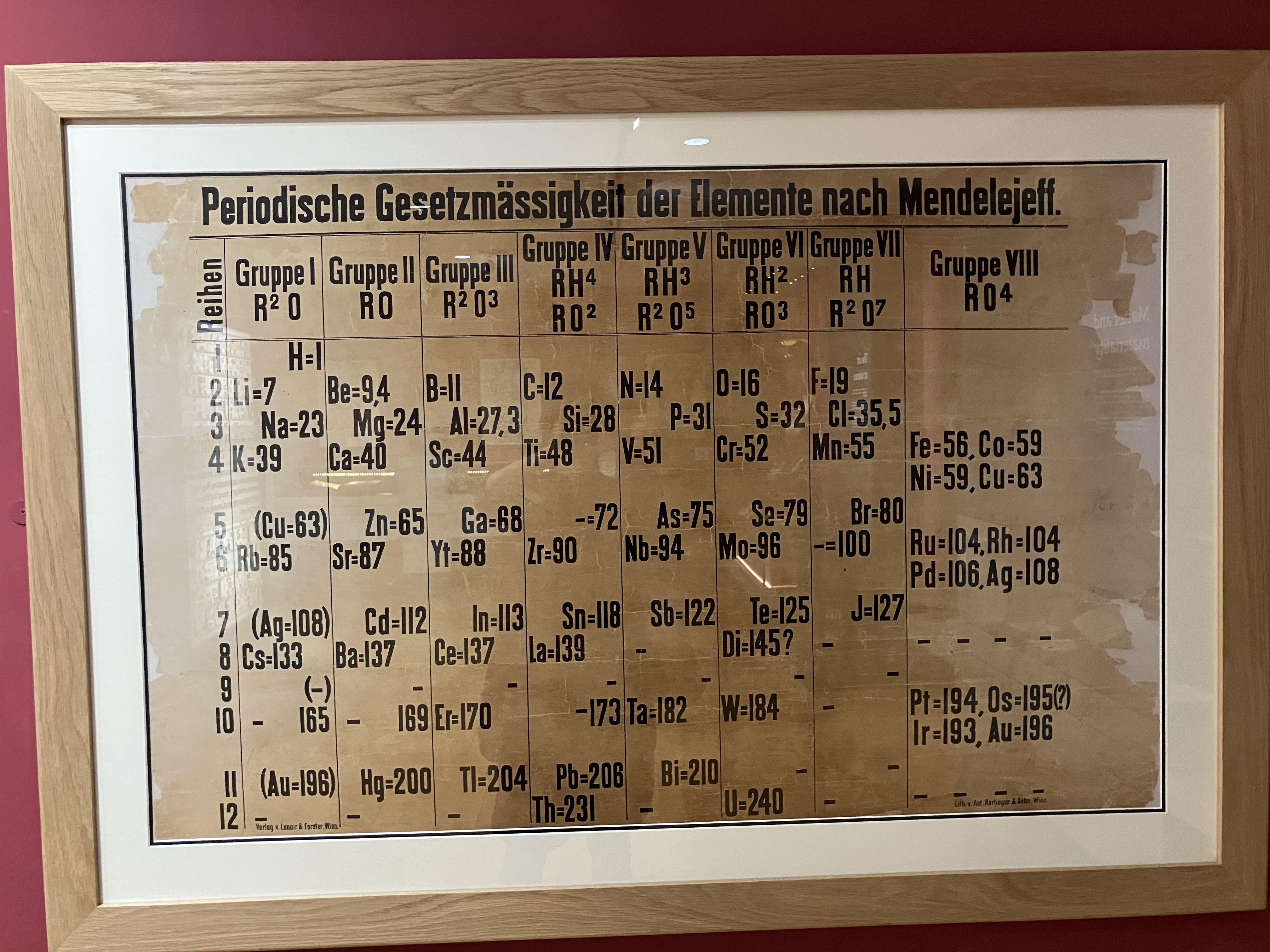
교육 목적으로 사용된 가장 오래된 주기율표로, 1879년에서 1886년 사이에 제작되었다. 세인트앤드루스 대학교 워들로 박물관 소장. 갈륨과 스칸듐을 포함하지만, 저마늄은 포함하지 않는다.

멘델레예프의 에카-알루미늄은 1875년에 발견되어 갈륨으로 알려지게 되었고, 에카-붕소와 에카-실리슘은 각각 1879년과 1886년에 발견되어 스칸듐과 저마늄으로 명명되었다. 멘델레예프는 자신의 예측을 통해 일부 초기 측정값을 수정할 수 있었는데, 여기에는 에카-알루미늄과 상당히 유사하지만 밀도가 다른 갈륨의 첫 번째 예측도 포함되었다. 멘델레예프는 발견자인 프랑스 화학자 폴-에밀 르코크 드 부아보드랑에게 밀도를 다시 측정하도록 조언했다. 드 부아보드랑은 처음에는 회의적이었지만(멘델레예프가 자신으로부터 공로를 가로채려 한다고 생각했기 때문이기도 함) 결국 예측의 정확성을 인정했다. 멘델레예프는 세 명의 발견자 모두에게 연락했고, 세 명 모두 자신이 발견한 원소가 멘델레예프의 예측과 매우 유사하다고 언급했다. 그 중 마지막인 독일 화학자 클레멘스 빈클러는 이 제안이 멘델레예프나 자신이 처음 이룬 것이 아니라 다른 사람, 즉 독일 화학자 히에로니무스 테오도르 리히터에 의해 이루어졌다고 시인했다. 일부 동시대 화학자는 새로운 원소와 예측 사이의 불일치를 지적하거나, 존재하는 유사성은 우연의 일치라고 주장하며 이러한 발견에 납득하지 못했다. 그러나 멘델레예프의 예측의 성공은 그의 주기율표에 대한 소식을 널리 퍼뜨리는 데 도움이 되었다. 나중에 화학자는 멘델레예프의 이러한 예측의 성공을 그의 주기율표를 정당화하는 데 사용했다.
1890년까지 멘델레예프의 주기율표는 기본적인 화학 지식으로 보편적으로 인정받았다. 그 자신의 정확한 예측 외에도, 잘못된 값으로 여겨졌던 많은 원소의 원자량이 나중에 수정된 것과 같은 여러 측면이 이에 기여했을 수 있다. 희토류 원소의 위치에 대한 논쟁 또한 주기율표에 대한 논의를 촉발하는 데 도움이 되었다. 1889년, 멘델레예프는 런던의 왕립연구소에서 패러데이 강연에서 자신이 "주기율의 정확성과 일반성을 확인하는 발견을 영국 화학학회에 언급할 만큼 오래 살지 못할 줄 알았다"고 언급했다.

## 비활성 기체와 에테르
뉴랜즈, 멘델레예프, 로타르 마이어의 원소 주기적 배열로 알려진 일반화의 큰 가치는 보편적으로 인정받는다. 그러나 이 배열을 연구하는 것은 다소 애타게 하는 즐거움이라는 점을 인정해야 한다. 왜냐하면 원소의 특성은 질적으로 의심할 여지 없이 다양하며, 주기율표에서의 위치와 대략적인 양적 관계를 보여주지만, 설명할 수 없는 불규칙성에서 벗어난 일탈이 있기 때문에 훨씬 더 광범위한 일반화의 발견에 대한 희망을 준다. 그 일반화가 무엇일지는 아직 예측할 수 없지만, 그것이 알려진 것의 근간이 되어야 하고 불규칙성을 설명하는 단서를 제공해야 한다는 것은 논쟁의 여지가 없다.— 영국 화학자 윌리엄 램지와 모리스 트래버스가 1900년 새로운 비활성 기체 연구에 대한 논의에서

### 비활성 기체
1766년 수소를 발견한 영국 화학자 헨리 캐번디시는 공기가 질소와 산소보다 더 많은 기체로 구성되어 있다는 것을 발견했다. 그는 1784년과 1785년에 이러한 발견을 기록했는데, 그 중에는 질소보다 반응성이 낮은 당시 미확인 기체가 있었다. 헬륨은 1868년에 처음 보고되었는데, 이 보고서는 새로운 기술인 분광학에 기반을 두고 있었다. 태양에서 방출되는 빛의 일부 스펙트럼 선이 알려진 원소의 어떤 스펙트럼 선과도 일치하지 않았다. 멘델레예프는 온도 변화가 스펙트럼 선의 강도와 스펙트럼에서의 위치 변화를 초래한다는 점에서 이 발견에 납득하지 못했다. 이 의견은 당시 다른 과학자 중 일부가 지지했으며, 그 중 일부는 스펙트럼 선이 태양 대기에 존재하는 특정 수소 상태 때문이라고 믿었다. 다른 사람들은 스펙트럼 선이 태양에는 존재하지만 지구에는 존재하지 않는 원소에 속할 수 있다고 믿었고, 또 다른 사람은 지구에서 아직 발견되지 않은 원소라고 믿었다.
1894년, 영국의 화학자 윌리엄 램지와 영국의 물리학자 레일리 경은 공기에서 아르곤을 분리하여 새로운 원소임을 확인했다. 그러나 아르곤은 어떤 화학 반응에도 참여하지 않았고, 기체로서는 매우 이례적으로 단원자였다. 이는 주기율에 맞지 않아 주기율 개념 자체에 도전했다. 모든 과학자가 이 보고를 즉시 받아들인 것은 아니었다. 멘델레예프의 초기 반응은 아르곤이 그 자체로 원소가 아니라 질소의 삼원자 형태라는 것이었다. 할로겐족과 알칼리 금속족 사이에 그룹이 있을 가능성(일부 과학자들은 할로겐족과 알칼리 금속족 사이에 여러 원자량 값이 누락되었다고 믿었으며, 특히 8족의 이 절반에 자리가 비어 있었기 때문에)은 존재했지만, 아르곤은 원자량이 염소와 칼륨의 원자량을 모두 초과했기 때문에 염소와 칼륨 사이의 위치에 쉽게 맞지 않았다. 다른 설명도 제안되었다. 예를 들어, 램지는 아르곤이 서로 다른 기체의 혼합물일 수 있다고 가정했다. 한동안 램지는 아르곤이 유사한 원자량을 가진 세 가지 기체의 혼합물일 수 있다고 믿었으며, 이 삼원소는 철, 코발트, 니켈의 삼원소와 유사하게 8족에 위치할 것이라고 생각했다. 짧은 주기에 삼원소 기체가 끝에 포함된다는 것을 확신한 램지는 1898년에 원자량이 20인 헬륨과 아르곤 사이의 기체의 존재를 제안했다. 그 해 후반에 발견된 후(네온으로 명명됨), 램지는 이를 그 주기의 끝에 있는 수평 삼원소의 구성원으로 계속 해석했다.
1896년, 램지는 우라니나이트 표본에서 비반응성 기체 흐름을 발견한 미국 화학자 윌리엄 프랜시스 힐레브란트의 보고서를 시험했다. 그것이 질소임을 증명하기 위해, 램지는 다른 우라늄 광물인 클레바이트를 분석하여 새로운 원소를 발견했고 이를 크립톤이라고 명명했다. 이 발견은 영국의 화학자 윌리엄 크룩스에 의해 수정되었는데, 그는 그 스펙트럼을 태양의 헬륨 스펙트럼과 일치시켰다. 이 발견 이후, 램지는 분별 증류를 사용하여 공기 성분을 분리하여 1898년에 여러 기체를 더 발견했다. 메타르곤, 크립톤, 네온, 제논이 대표적이다. 이 중 첫 번째인 메타르곤에 대한 상세한 분광 분석 결과 탄소 기반 불순물에 오염된 아르곤으로 밝혀졌다. 램지는 처음에는 아르곤보다 무거운 기체의 존재에 대해 회의적이었고, 크립톤과 제논의 발견은 그에게 놀라움으로 다가왔다. 그러나 램지는 자신의 발견을 받아들였고, 새로 발견된 다섯 개의 비활성 기체(현재 비활성 기체)는 주기율표에서 하나의 열에 배치되었다. 멘델레예프의 표는 몇몇 미발견 원소를 예측했지만, 이러한 비활성 기체의 존재를 예측하지 못했으며, 멘델레예프는 처음에는 이러한 발견 역시 받아들이길 거부했다.

### 주기율표의 변화
원자량 순서로 볼 때 비활성 기체는 할로겐과 알칼리 금속 사이에 있어야 하며, 1895년부터 8족에 배치하자는 제안이 있었지만, 그러한 배치는 멘델레예프의 기본 고려 사항 중 하나인 최고 산화물 개념과 모순되었다. 비활성 기체는 산화물을 전혀 형성하지 않았고, 다른 화합물도 전혀 형성하지 않았기 때문에 원소가 4산화물을 형성해야 하는 그룹에 배치하는 것은 단지 보조적인 것으로 보였고 자연스럽지 않았다. 멘델레예프는 이 원소를 8족에 포함시키는 것을 의심했다. 나중에 특히 영국 과학자에 의해 비활성 기체가 왼쪽에 있는 할로겐과 오른쪽에 있는 알칼리 금속과의 대응 관계에 초점을 맞춘 발전이 이루어졌다. 1898년, 헬륨, 아르곤, 크립톤만이 확실히 알려져 있을 때 크룩스는 이 원소를 수소 그룹과 플루오린 그룹 사이에 하나의 열에 배치할 것을 제안했다. 1900년, 프로이센 과학 아카데미에서 램지와 멘델레예프는 새로운 비활성 기체와 주기율표에서의 위치에 대해 논의했고, 램지는 이 원소를 할로겐과 알칼리 금속 사이에 새로운 그룹에 배치할 것을 제안했으며, 멘델레예프는 이에 동의했다. 램지는 멘델레예프와의 논의 후에 논문을 발표했는데, 그 논문의 표에는 비활성 기체 왼쪽에 할로겐, 오른쪽에 알칼리 금속이 자리잡은 특징을 가졌다. 그 논의 2주 전, 벨기에 식물학자 레오 에레라는 벨기에 왕립 과학·문학·예술 아카데미에 이 원소들을 새로운 0족에 배치할 것을 제안했다. 1902년, 멘델레예프는 이 원소를 새로운 0족에 배치해야 한다고 썼다. 그는 이 아이디어가 램지가 자신에게 제안한 것과 일치하며, 에레라가 이 아이디어를 처음 제안한 사람이라고 언급했다. 멘델레예프 자신도 1902년에 이러한 원소를 0족으로 주기율표에 추가했지만, 주기율표의 기본 개념을 방해하지는 않았다.
1905년, 스위스 화학자 알프레트 베르너는 멘델레예프 주기율표의 '데드 존'을 해결했다. 그는 희토류 원소(란타넘족) 중 13개가 그 빈틈 안에 있다는 것을 밝혀냈다. 멘델레예프는 란타넘, 세륨, 어븀을 알고 있었지만, 그들의 총 개수와 정확한 순서가 알려지지 않았기 때문에 이전에는 표에 포함되지 않았고, 멘델레예프는 1901년까지도 그들을 자신의 표에 넣을 수 없었다. 이는 부분적으로 그들의 유사한 화학적 특성과 원자 질량의 부정확한 측정 때문이었다. 유사한 원소 그룹의 부재와 결합하여, 이는 란타넘족을 주기율표에 배치하는 것을 어렵게 만들었다. 이 발견은 주기율표의 재구조화와 32족 형태 주기율표의 첫 등장으로 이어졌다.

### 에테르
1904년경, 멘델레예프의 표는 여러 원소를 재배열하고, 비활성 기체와 대부분의 다른 새로 발견된 원소를 포함했다. 여전히 데드 존이 있었고, 수소와 헬륨 위에 0열이 추가되어 코로늄과 에테르를 포함했는데, 당시에는 이들이 원소라고 널리 믿어졌다. 비록 1887년 마이컬슨-몰리 실험이 광휘성 에테르가 공간을 채우는 매질일 가능성에 의문을 제기했지만, 물리학계는 그 특성에 대한 제약을 설정했다. 멘델레예프는 그것이 수소보다 원자량이 몇 자릿수나 작은 매우 가벼운 기체라고 믿었다. 그는 또한 그것이 0족의 비활성 기체처럼 다른 원소와 거의 상호작용하지 않을 것이며, 대신 초당 2,250 km의 속도로 물질에 침투할 것이라고 가정했다.
멘델레예프는 이러한 주기성의 본질에 대한 이해 부족에 만족하지 않았다. 이것은 원자의 구성에 대한 이해를 통해서만 가능할 것이었다. 그러나 멘델레예프는 미래가 이러한 개념을 발전시킬 뿐 도전하지 않을 것이라고 굳게 믿었으며 1902년에 글로 자신의 신념을 재확인했다.

멘델레예프 주기율표의 초기 발전
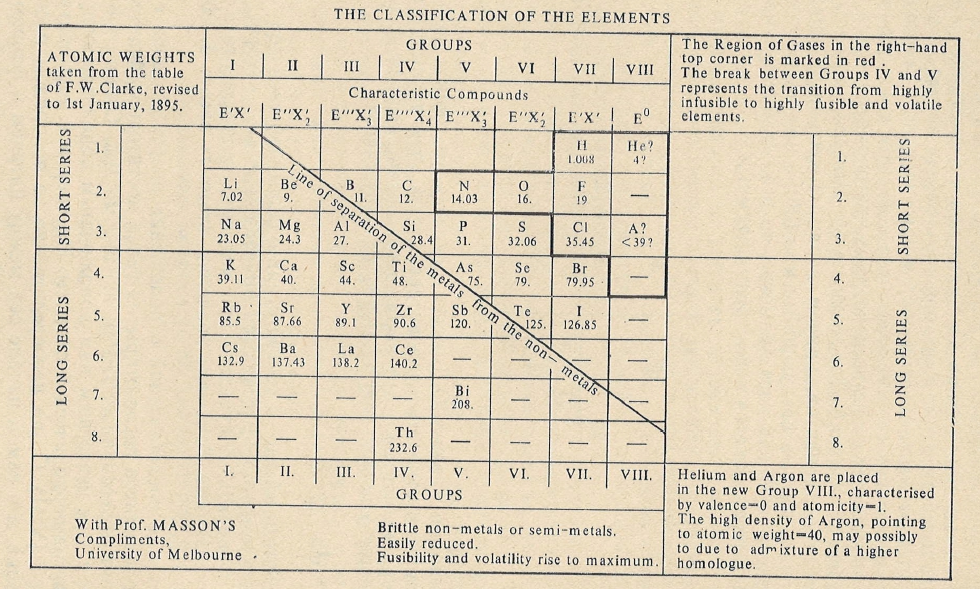
오스트레일리아 화학자 데이비드 오름 매슨이 1895년 발표한 주기율표의 본표
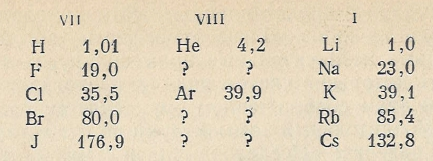
램지가 1896년 발표한 주기율표의 일부
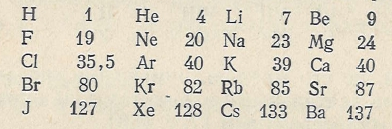
램지가 1900년 발표한 주기율표의 일부
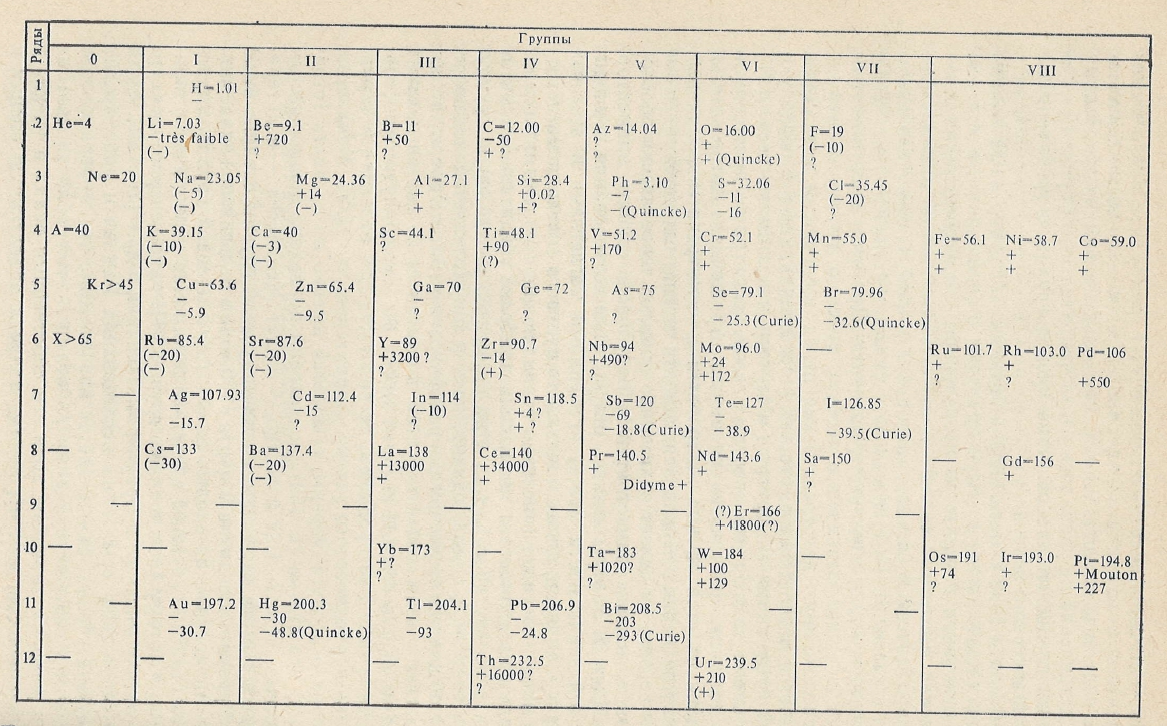
에레라가 1900년 발표한 주기율표
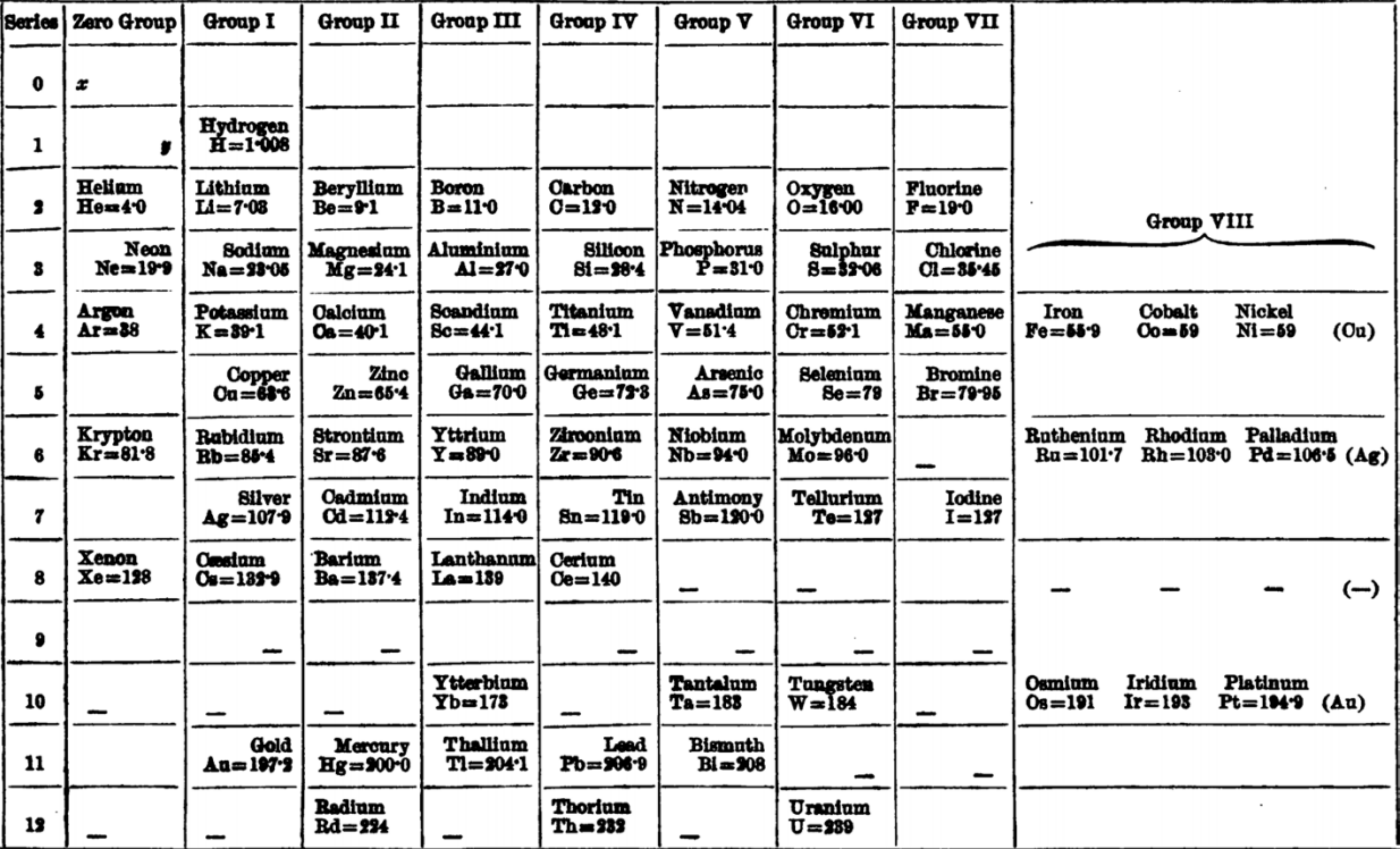
멘델레예프의 1904년 표. 0족에 비활성 기체를 포함하고 있으며, 코로늄과 에테르를 위한 두 개의 빈칸이 있다.
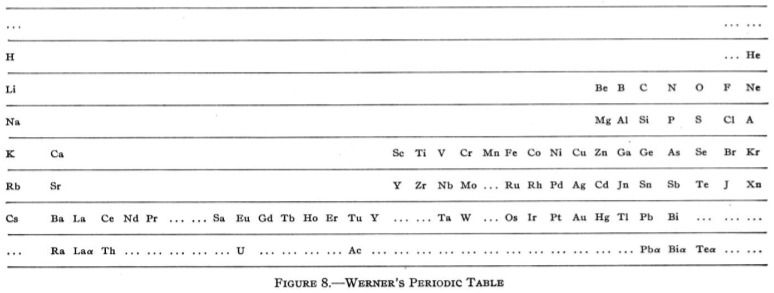
베르너의 32족 1905년 표. 이 표는 당시 알려지지 않은 많은 원소들을 위한 공간을 남겼고, 원자론의 발전 후 여러 원소들의 위치가 수정되었다.

## 원자론과 동위 원소

### 방사능과 동위 원소

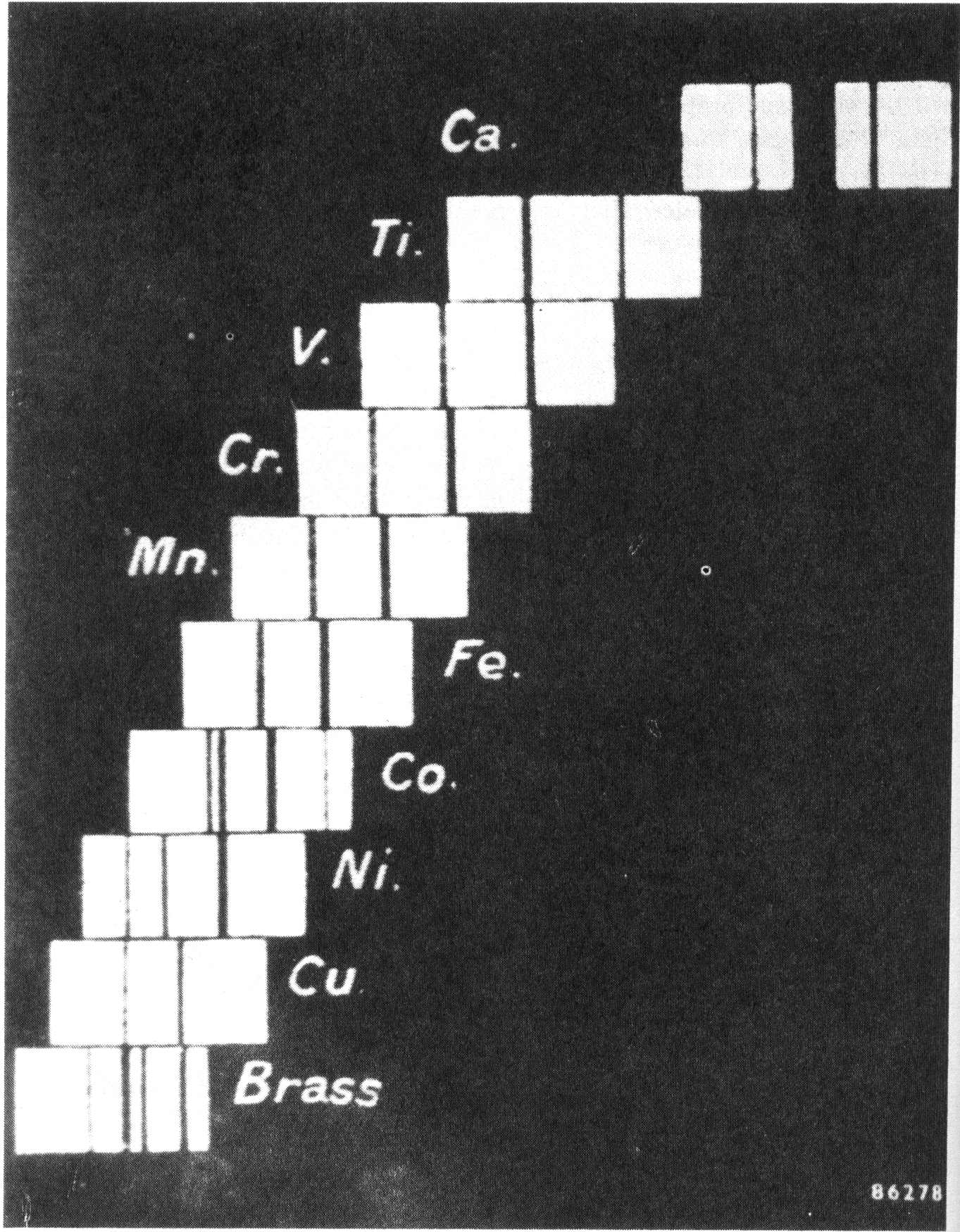
헨리 모즐리 연구에서 원자 번호 20에서 29 사이의 원소들의 특성 엑스선 방출선 사진 기록

1907년에 토륨과 라디오토륨(방사성 붕괴 생성물)이 물리적으로 다르지만 화학적으로 동일하다는 것이 발견되었다. 이는 프레더릭 소디이 1910년에 이들이 동일한 원소이지만 원자량이 다르다고 제안하게 했다. 소디는 나중에 완전한 화학적 정체성을 가진 이러한 원소를 "동위 원소"라고 부를 것을 제안했다.
주기율표에 동위 원소를 배치하는 문제는 1900년에 라듐, 악티늄, 토륨, 우라늄이라는 네 가지 방사성 원소가 알려지면서 발생했다. 이 방사성을 지닌 원소("방사성 원소"(radioelements)라고 불림)은 안정 원소보다 원자량이 더 크다고 알려져 있었기 때문에 주기율표의 맨 아래에 배치되었지만, 정확한 순서는 알려져 있지 않았다. 연구자는 아직 발견되지 않은 방사성 원소가 더 있을 것으로 믿었고, 다음 10년 동안 토륨과 우라늄의 붕괴 사슬이 광범위하게 연구되었다. 라돈과 같은 새로운 방사성 물질이 많이 발견되었고, 그들의 화학적 특성이 조사되었다. 1912년까지 토륨과 우라늄의 붕괴 사슬에서 거의 50가지의 다른 방사성 물질이 발견되었다. 미국 화학자 버트램 볼트우드는 이 방사성 원소를 우라늄과 납 사이에 연결하는 여러 붕괴 사슬이라고 제안했다. 이들은 당시 새로운 화학 원소로 생각되어, 알려진 "원소"의 수를 상당히 증가시켰고, 그들의 발견이 옥텟 규칙을 따르도록 오랫동안 확립된 주기율표의 개념을 약화시킬 것이라는 추측을 불러일으켰다. 예를 들어, 납과 우라늄 사이에는 이러한 발견 '원소'를 수용할 충분한 공간이 없었고, 일부 발견이 중복되거나 잘못된 식별이라고 가정하더라도 마찬가지였다. 또한 방사성 붕괴가 주기율표의 핵심 원칙 중 하나인, 화학 원소는 핵변환을 겪을 수 없고 항상 고유한 정체성을 가진다는 원칙을 위반한다고 믿어졌다.
이러한 발전을 지켜보던 소디와 카지미예시 파얀스는 1913년에 이 물질들이 다른 방사선을 방출하지만, 많은 물질이 화학적 특성에서 동일하므로 주기율표에서 같은 위치를 공유한다고 발표했다. 이를 그리스어 isos topos("같은 장소")에서 유래한 동위 원소로 알려지게 되었다. 오스트리아 화학자 프리드리히 파네트는 "실제 원소"(원소)와 "단순 물질"(동위 원소)의 차이를 언급하면서, 다른 동위 원소의 존재는 화학적 특성을 결정하는 데 대부분 무관하다는 점을 확인했다.
영국 물리학자 찰스 글로버 바클라가 1906년에 금속에서 방출되는 특성 엑스선을 발견한 후, 영국 물리학자 헨리 모즐리는 엑스선 방출과 원소의 물리적 특성 사이의 상관관계를 고려했다. 모즐리는 찰스 갈턴 다윈, 닐스 보어, 게오르크 카를 폰 헤베시와 함께 핵전하(Z)가 물리적 특성과 수학적으로 관련될 수 있다고 제안했다. 이러한 원자 특성의 중요성은 1908년에서 1913년 사이에 수행된 가이거-마스든 실험에서 원자핵과 그 전하가 발견되면서 확인되었다.

### 러더퍼드 모형과 원자 번호
1913년, 네덜란드의 아마추어 물리학자 안토니우스 반 덴 브록은 원자 번호(핵전하)가 주기율표의 원소 배치를 결정한다고 처음으로 제안했다. 그는 원자 번호 50(주석)까지의 모든 원소의 원자 번호를 정확하게 결정했지만, 더 무거운 원소에서는 몇 가지 오류를 범했다. 그러나 반 덴 브록은 원소의 원자 번호를 실험적으로 확인할 방법이 없었고, 따라서 원소 순서를 정하는 데 여전히 사용되었던 원자량이 부정확했기 때문으로 여겨졌다.
모즐리는 반 덴 브록의 가설을 시험하기로 결심했다. 여러 원소의 특성 엑스선을 1년간 조사한 후, 그는 원소의 엑스선 파장과 원자 번호 사이의 관계를 발견했다. 이를 통해 모즐리는 원자 번호의 첫 정확한 측정값을 얻었고, 원소들의 절대적인 순서를 결정하여 주기율표를 재구성할 수 있었다. 모즐리의 연구는 원자량과 화학적 특성 사이의 불일치를 즉시 해결했는데, 원자량으로 엄격하게 순서를 정하면 화학적 특성이 일관되지 않은 그룹이 생길 수 있었다. 예를 들어, 그의 엑스선 파장 측정은 아르곤(Z = 18)을 칼륨(Z = 19) 앞에, 코발트(Z = 27)를 니켈(Z = 28) 앞에, 텔루륨(Z = 52)을 아이오딘(Z = 53) 앞에 올바르게 배치할 수 있게 해주었다. 이는 주기적 경향과 일치했다. 원자 번호의 결정은 화학적으로 유사한 희토류 원소의 순서도 명확히 했다. 또한 조르주 위르뱅이 주장한 새로운 희토류 원소(셀튬)의 발견이 유효하지 않음을 확인하는 데 사용되어, 이 기술로 모즐리는 찬사를 받았다.
스웨덴의 물리학자 칼 시그반은 금 (Z = 79)보다 무거운 원소에 대해 모즐리의 연구를 계속하여, 당시 가장 무거운 원소였던 우라늄의 원자 번호가 92임을 알아냈다. 가장 큰 원자 번호가 확인되면서, 원자 번호 순서에 알려진 해당 원소가 없는 빈틈이 명확하게 결정되었다. 빈틈은 원자 번호 43(테크네튬), 61(프로메튬), 72(하프늄), 75(레늄), 85(아스타틴), 87(프랑슘)에서 발생했다.

### 전자 껍질과 양자역학
1914년, 스웨덴의 물리학자 요한네스 뤼드베리는 비활성 기체의 원자 번호가 단순한 숫자 제곱의 두 배 합과 같다는 것을 발견했다. 즉 2 = 2·12, 10 = 2(12 + 22), 18 = 2(12 + 22 + 22), 36 = 2(12 + 22 + 22 + 32), 54 = 2(12 + 22 + 22 + 32 + 32), 86 = 2(12 + 22 + 22 + 32 + 32 + 42)의 특성을 보였다. 이 발견은 주기의 고정된 길이에 대한 설명으로 받아들여졌고, 결국 비활성 기체를 표의 왼쪽 가장자리인 0족에서 오른쪽인 8족으로 재배치하는 길을 열었다. 비활성 기체가 화학 반응에 참여하지 않는 것은 폐쇄된 비활성 기체 전자 배열의 안정성으로 설명되었으며, 이 개념에서 1904년 아베그의 규칙으로 처음 언급된 옥텟 규칙이 등장했다. 8의 주기성의 중요성을 확립한 주목할 만한 연구로는 1916년 미국 화학자 길버트 뉴턴 루이스가 발표한 원자가 결합 이론과 1919년 미국 화학자 어빙 랭뮤어가 발표한 화학 결합의 옥텟 이론이 있다. 구양자론 시대(1913년부터 1925년) 동안 화학자들의 접근 방식은 현재 양자역학 하의 전자 껍질 및 궤도에 대한 이해에 통합되었다. 1919년 논문에서 랭뮤어는 "세포"의 존재를 가정했는데, 우리는 이를 지금 원자 궤도라고 부르며, 이것들은 "등거리 층"으로 배열되었는데, 우리는 이를 지금 전자 껍질이라고 부른다. 이러한 가정은 뤼드베리의 규칙을 기반으로 도입되었으며, 이 규칙은 닐스 보어가 화학이 아닌 물리학에서 핵 주위 전자의 궤도에 적용하기 위해 사용했다. 랭뮤어의 논문은 이 규칙을 N이 양의 정수인 2N2으로 소개했다.
영국 화학자 찰스 루젤리 버리는 1921년 껍질에 8개 및 18개의 전자가 안정적인 구성을 형성한다는 제안으로 현대 이론에 대한 다음의 주요 진전을 이루었다. 버리의 체계는 이전 화학자들의 것을 기반으로 했으며 화학 모델이었다. 버리는 전이 원소의 전자 구성이 외부 껍질의 원자가 전자에 따라 달라진다고 제안했다. 일부 초기 논문에서 이 모델은 "보어-버리 원자"라고 불렸다. 그는 현재 전이 금속 또는 전이 원소로 알려진 원소들을 설명하기 위해 전이라는 단어를 도입했다.
1910년대와 1920년대에 양자역학에 대한 선구적인 연구는 원자론과 주기율표에 대한 새로운 발전을 가져왔다. 19세기에 멘델레예프는 이미 8의 고정된 주기성이 있다고 주장했으며, 원자 번호와 화학적 특성 사이에 수학적 상관관계가 있을 것으로 예상했다. 보어 모형은 1913년부터 개발되었으며, 화학적 특성을 결정하는 전자 배열 개념을 지지했다. 보어는 같은 족의 원소가 유사한 전자 배열을 가지기 때문에 유사하게 행동하며, 비활성 기체는 원자가 껍질을 채웠다고 제안했다. 이는 현대 옥텟 규칙의 기초를 형성한다. 보어의 분광학 및 화학 연구는 이론 원자 물리학자 사이에서는 흔치 않았다. 심지어 러더퍼드는 보어에게 "결론에 어떻게 도달했는지 도저히 알 수 없다"고 말했다. 이는 양자역학 방정식 중 어느 것도 껍질당 및 궤도당 전자 수를 설명하지 않기 때문이다. 보어는 1916년에 양자 원자와 주기율표 사이의 중요한 연결을 처음으로 확립한 발터 코셀의 연구에 영향을 받았음을 인정했다. 그는 처음 세 비활성 기체인 헬륨, 네온, 아르곤의 원자 번호 2, 10, 18의 차이가 8이라는 것을 발견하고, 그러한 원자에서 전자가 "닫힌 껍질"에서 공전한다고 주장했다. 첫 번째는 2개의 전자만 포함했고, 두 번째와 세 번째는 각각 8개였다. 보어의 연구는 오스트리아 물리학자 볼프강 파울리로 하여금 1924년 주기율표에서 주기의 길이를 조사하게 이끌었다. 파울리는 이것이 사실이 아님을 입증했다. 대신, 파울리 배타 원리는 수학적 근거가 아니라 화학과의 정렬에 따른 이전의 발전을 토대로 개발되었다. 이 규칙은 어떤 전자도 같은 양자 상태에서 공존할 수 없음을 명시하며, 경험적 관찰과 결합하여 4개의 양자수의 존재와 껍질 채우기 순서에 미치는 영향을 보여주었다. 이는 전자 껍질이 채워지는 순서를 결정하고 주기율표의 주기성을 설명한다.
영국 화학자 찰스 버리는 1921년에 주족 원소 2족과 3족 사이의 원소를 지칭하는 데 전이 금속이라는 용어를 처음 사용한 공로를 인정받고 있다. 그는 전이 원소의 화학적 특성을 원자가 껍질이 아닌 내부 하위 껍질의 채워져 발생한 결과로 설명했다. 이 제안은 미국 화학자 길버트 뉴턴 루이스의 연구를 바탕으로 4주기에 d 하위 껍질, 6주기에 f 하위 껍질의 출현을 제시하여 주기를 8개에서 18개로, 그리고 18개에서 32개 원소로 늘림으로써 주기율표에서 란타넘족의 위치를 설명했다.

### 양성자와 중성자
양성자와 중성자의 발견은 원자가 나눠질 수 있음을 보여주었다. 이는 라부아지에의 화학 원소 정의를 쓸모없게 만들었다. 오늘날 화학 원소는 일정한 수의 양성자를 가진 원자종으로 정의되며, 그 수는 이제 원소의 원자 번호와 정확히 일치하는 것으로 알려져 있다. 또한 이 발견은 알파 붕괴와 같은 여러 유형의 방사성 붕괴 메커니즘을 설명했다.
결국, 양성자와 중성자는 쿼크라고 불리는 더 작은 입자로 이루어져 있다는 것이 제안되었고, 그 발견은 베타 붕괴에서 중성자가 양성자로 변환되는 과정을 설명했다.

## 단주기율표에서 장주기율표로 (-A 및 -B 족으로)

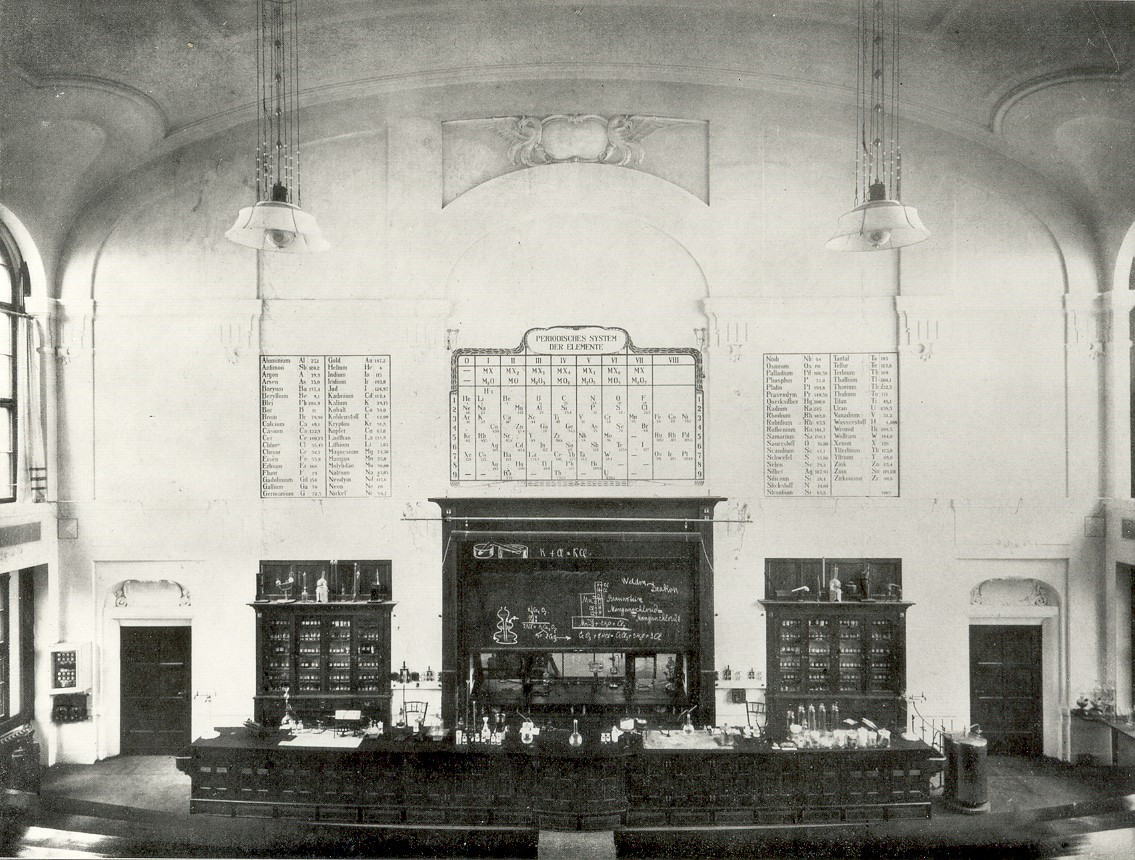
독일 뮌헨의 한 화학 강의실 벽에 걸린 주기율표 (1909년)

1925년경, 주기율표는 일부 라이헨(열)이 오른쪽으로 이동하여 추가적인 열(족)을 형성하면서 변경되었다. 원래의 1-7족은 "A"와 "B"를 추가하여 구분되어 반복되었다. 8족(세 개의 열)은 단독으로 남아 있었다.
그리하여 4열과 5열이 이동되어 함께 새로운 4주기를 형성하였고, IA-VIIA, VIII, IB-VIIB족이 되었다.
| 주기율표의 라이헨/주기와 그룹/족의 발전 1871–현대 | 주기율표의 라이헨/주기와 그룹/족의 발전 1871–현대 | 주기율표의 라이헨/주기와 그룹/족의 발전 1871–현대 | 주기율표의 라이헨/주기와 그룹/족의 발전 1871–현대 | 주기율표의 라이헨/주기와 그룹/족의 발전 1871–현대 | 주기율표의 라이헨/주기와 그룹/족의 발전 1871–현대 | 주기율표의 라이헨/주기와 그룹/족의 발전 1871–현대 | 주기율표의 라이헨/주기와 그룹/족의 발전 1871–현대 | 주기율표의 라이헨/주기와 그룹/족의 발전 1871–현대 | 주기율표의 라이헨/주기와 그룹/족의 발전 1871–현대 | 주기율표의 라이헨/주기와 그룹/족의 발전 1871–현대 | 주기율표의 라이헨/주기와 그룹/족의 발전 1871–현대 | 주기율표의 라이헨/주기와 그룹/족의 발전 1871–현대 | 주기율표의 라이헨/주기와 그룹/족의 발전 1871–현대 | 주기율표의 라이헨/주기와 그룹/족의 발전 1871–현대 | 주기율표의 라이헨/주기와 그룹/족의 발전 1871–현대 | 주기율표의 라이헨/주기와 그룹/족의 발전 1871–현대 | 주기율표의 라이헨/주기와 그룹/족의 발전 1871–현대 | 주기율표의 라이헨/주기와 그룹/족의 발전 1871–현대 | 주기율표의 라이헨/주기와 그룹/족의 발전 1871–현대 | 주기율표의 라이헨/주기와 그룹/족의 발전 1871–현대 | 주기율표의 라이헨/주기와 그룹/족의 발전 1871–현대 | 주기율표의 라이헨/주기와 그룹/족의 발전 1871–현대 |
| ------------------------------------------------- | ------------------------------------------------- | ------------------------------------------------- | ------------------------------------------------- | ------------------------------------------------- | ------------------------------------------------- | ------------------------------------------------- | ------------------------------------------------- | ------------------------------------------------- | ------------------------------------------------- | ------------------------------------------------- | ------------------------------------------------- | ------------------------------------------------- | ------------------------------------------------- | ------------------------------------------------- | ------------------------------------------------- | ------------------------------------------------- | ------------------------------------------------- | ------------------------------------------------- | ------------------------------------------------- | ------------------------------------------------- | ------------------------------------------------- | ------------------------------------------------- |
| 현대 (긴 형식):                                   | IUPAC 족                                          | 1                                                 | 2                                                 | 번호 없음                                         | 3                                                 | 4                                                 | 5                                                 | 6                                                 | 7                                                 | 8                                                 | 9                                                 | 10                                                | ×                                                 | 11                                                | 12                                                | 13                                                | 14                                                | 15                                                | 16                                                | 17                                                | 18                                                |                                                   |
| 1900년대 초 (긴 형식):                            | 이전 IUPAC (A–B, 유럽)                            | IA                                                | IIA                                               |                                                   | IIIA                                              | IVA                                               | VA                                                | VIA                                               | VIIA                                              | VIIIB                                             | VIIIB                                             | VIIIB                                             | ×                                                 | IB                                                | IIB                                               | IIIB                                              | IVB                                               | VB                                                | VIB                                               | VIIB                                              | 0                                                 |                                                   |
| 1900년대 초 (긴 형식):                            | CAS (A–B–A, 미국)                                 | IA                                                | IIA                                               |                                                   | IIIB                                              | IVB                                               | VB                                                | VIB                                               | VIIB                                              | VIIIB                                             | VIIIB                                             | VIIIB                                             | ×                                                 | IB                                                | IIB                                               | IIIA                                              | IVA                                               | VA                                                | VIA                                               | VIIA                                              | VIIIA                                             |                                                   |
| 1871년 (짧은 형식)→                               | 그룹                                              | IA                                                | IIA                                               | [ ]                                               | IIIB                                              | IVB                                               | VB                                                | VIB                                               | VIIB                                              | VIIIB                                             | VIIIB                                             | VIIIB                                             | VIIIB                                             | IB                                                | IIB                                               | IIIB                                              | IVB                                               | VB                                                | VIB                                               | VIIB                                              | 0                                                 |                                                   |
| 주기 ①                                            | Reihen 1                                          | H                                                 |                                                   |                                                   |                                                   |                                                   |                                                   |                                                   |                                                   |                                                   |                                                   |                                                   |                                                   |                                                   |                                                   |                                                   |                                                   |                                                   |                                                   |                                                   | He                                                |                                                   |
| 주기 ②                                            | Reihen 2                                          | Li                                                | Be                                                |                                                   |                                                   |                                                   |                                                   |                                                   |                                                   |                                                   |                                                   |                                                   |                                                   |                                                   |                                                   | B                                                 | C                                                 | N                                                 | O                                                 | F                                                 | Ne                                                |                                                   |
| 주기 ③                                            | Reihen 3                                          | Na                                                | Mg                                                |                                                   |                                                   |                                                   |                                                   |                                                   |                                                   |                                                   |                                                   |                                                   |                                                   |                                                   |                                                   | Al                                                | Si                                                | P                                                 | S                                                 | Cl                                                | Ar                                                |                                                   |
| 주기 ④                                            | Reihen 4                                          | K                                                 | Ca                                                |                                                   | –Sc                                               | Ti                                                | V                                                 | Cr                                                | Mn                                                | Fe                                                | Co                                                | Ni                                                | Cu(1st)                                           |                                                   |                                                   |                                                   |                                                   |                                                   |                                                   |                                                   |                                                   |                                                   |
| 주기 ④                                            | Reihen 5                                          |                                                   |                                                   |                                                   |                                                   |                                                   |                                                   |                                                   |                                                   |                                                   |                                                   |                                                   |                                                   | (Cu)(2nd)                                         | Zn                                                | – Ga                                              | – Ge                                              | As                                                | Se                                                | Br                                                | Kr                                                |                                                   |
| 주기 ⑤                                            | Reihen 6                                          | Rb                                                | Sr                                                |                                                   | Yt[=Y]                                            | Zr                                                | Nb                                                | Mo                                                | –([Tc])                                           | Ru                                                | Rh                                                | Pd                                                | Ag(1st)                                           |                                                   |                                                   |                                                   |                                                   |                                                   |                                                   |                                                   |                                                   |                                                   |
| 주기 ⑤                                            | Reihen 7                                          |                                                   |                                                   |                                                   |                                                   |                                                   |                                                   |                                                   |                                                   |                                                   |                                                   |                                                   |                                                   | (Ag)(2nd)                                         | Cd                                                | In                                                | Sn                                                | Sb                                                | Te                                                | J[=I]                                             | Xe                                                |                                                   |
| 주기 ⑥                                            | Reihen 8                                          | Cs                                                | Ba                                                | [La–Lu]                                           | ?Di[La]                                           | ?Ce[Ce]                                           | —                                                 | —                                                 | —                                                 | —                                                 | —                                                 | —                                                 | —(1st)                                            |                                                   |                                                   |                                                   |                                                   |                                                   |                                                   |                                                   |                                                   |                                                   |
| 주기 ⑥                                            | Reihen 9                                          |                                                   |                                                   |                                                   |                                                   |                                                   |                                                   |                                                   |                                                   |                                                   |                                                   |                                                   |                                                   | (—)(2nd)                                          | —                                                 | —                                                 | —                                                 | —                                                 | —                                                 | —                                                 |                                                   |                                                   |
| 주기 ⑥                                            | Reihen 10                                         | —                                                 | —                                                 |                                                   | ?Er Yb ([Lu])                                     | ?La – ([Hf])                                      | Ta                                                | W                                                 | –([Re])                                           | Os                                                | Ir                                                | Pt                                                | Au(1st)                                           |                                                   |                                                   |                                                   |                                                   |                                                   |                                                   |                                                   |                                                   |                                                   |
| 주기 ⑥                                            | Reihen 11                                         |                                                   |                                                   |                                                   |                                                   |                                                   |                                                   |                                                   |                                                   |                                                   |                                                   |                                                   |                                                   | (Au)(2nd)                                         | Hg                                                | Tl                                                | Pb                                                | Bi                                                | —[Po]                                             | —[At]                                             | [Rn]                                              |                                                   |
| 주기 ⑦                                            | Reihen 12                                         | —[Fr]                                             | —Rd[=Ra]                                          | [Ac–Lr]                                           | —[Ac]                                             | Th                                                | —[Pa]                                             | U                                                 | —                                                 | —                                                 | —                                                 | —                                                 | —                                                 |                                                   |                                                   |                                                   |                                                   |                                                   |                                                   |                                                   |                                                   |                                                   |
|                                                   |                                                   |                                                   |                                                   |                                                   |                                                   |                                                   |                                                   |                                                   |                                                   |                                                   |                                                   |                                                   |                                                   |                                                   |                                                   |                                                   |                                                   |                                                   |                                                   |                                                   |                                                   |                                                   |

| 굵은 글씨 | 1871년 주기율표에 있음 |
| 이탤릭체 | 1906년 주기율표에 있음 (멘델레예프의 마지막 주기율표)                                                                          |
| 일반 텍스트 (굵게 아님) | 1906년 이후 추가됨 |
| | 1871년 라이헨의 시작과 끝 |
| – Ga | 예측된 원소로, 멘델레예프 생전에 정확함이 입증되어 멘델레예프가 직접 추가됨                                                    |
| – (Tc) | 예측된 원소로, 사후에 정확함이 입증됨                                                                                          |
| – | 예측되지 않은, 구상된 원소 |
| 취소선 | 예측된 원소로, 나중에 틀린 것으로 판명됨 (원소가 아니거나("?Di"), 또는 희토류 계열의 비인식으로 인한 잘못된 위치("[Ac]") 때문) |
| [ ] | 1871년 이후 추가되거나 변경됨                                                                                                  |
| Cu(1st) × / (Cu)(2nd) | 원소가 두 번 언급됨: 그룹 VIII과 I. 두 번째 언급이 유지되었고, 그룹/족 VIII은 4열에서 3열로 줄어듦(×)                          |
| 1871년 출판, 영어 버전: "Reihen"은 "Series"로 번역됨 (단순한 행이 아니라 규칙성을 가진 배열). Scerri (2007), p. 111에 재현됨 | |

## 후기 확장과 주기율표의 끝
우리는 이미 이 [주기율] 법칙이 변하기 시작하고, 빠르게 변하는 순간에 다다랐음을 느낀다.— 여러 초중원소의 공동 발견자인 러시아 물리학자 유리 오가네샨, 2019년

### 악티늄족
일찍이 1913년에 보어의 전자 구조 연구는 요한네스 뤼드베리와 같은 물리학자들로 하여금 우라늄보다 무거운 미발견 원소의 특성을 추정하게 했다. 많은 이들이 라돈 다음의 비활성 기체가 가장 유력하게 원자 번호 118을 가질 것이라는 데 동의했으며, 이에 따라 7주기의 전이 계열은 6주기의 전이 계열과 유사해야 한다는 결론이 나왔다. 이러한 전이 계열이 5f 껍질을 채우는 것으로 특징지어지는 희토류 원소와 유사한 계열을 포함할 것으로 생각되었지만, 이 계열이 어디에서 시작되는지는 알려지지 않았다. 예측은 원자 번호 90(토륨)에서 99까지 다양했으며, 이 중 상당수는 알려진 원소(원자 번호 93 이상)를 넘어 시작될 것을 제안했다. 악티늄에서 우라늄까지의 원소는 대신 높은 산화수 때문에 4번째 전이 금속 계열의 일부로 여겨졌으며, 이에 따라 3족에서 6족에 배치되었다.
1940년, 넵투늄과 플루토늄은 처음으로 발견된 초우라늄 원소였으며, 각각 레늄과 오스뮴 아래 순서대로 배치되었다. 그러나 그들의 화학에 대한 예비 조사는 가벼운 전이 금속보다 우라늄과의 더 큰 유사성을 시사하여, 주기율표에서의 그들의 배치에 의문을 제기했다. 1943년 맨해튼 계획 연구 중, 미국 화학자 글렌 T. 시보그는 아메리슘과 퀴륨 원소를 분리하는 데 예상치 못한 어려움을 겪었다. 이들은 4번째 전이 금속 계열의 일부로 여겨졌기 때문이었다. 시보그는 이 원소가 다른 계열에 속하며, 이것이 그들의 화학적 특성, 특히 더 높은 산화수의 불안정성이 예측과 다른 이유를 설명할 수 있다고 생각했다. 1945년, 동료들의 조언을 무릅쓰고 그는 멘델레예프 주기율표에 대한 중대한 변화를 제안했다: 악티늄족 계열.
시보그의 악티늄족 개념은 중원소 전자 구조에 대해 악티늄족이 란타넘족 원소의 희토류 계열과 유사한 내부 전이 계열을 형성한다고 제안했다. 이들은 f-구역의 두 번째 행(5f 계열)을 구성하며, 란타넘족은 4f 계열을 형성했다. 이는 아메리슘과 퀴륨의 화학적 식별을 용이하게 했으며, 추가 실험을 통해 시보그의 가설이 입증되었다. 미국 물리학자 에드윈 맥밀런이 이끄는 그룹이 로스앨러모스 국립연구소에서 수행한 분광학 연구는 6d 궤도가 아닌 5f 궤도가 실제로 채워지고 있음을 시사했다. 그러나 이러한 연구는 5f 전자를 가진 첫 번째 원소, 따라서 악티늄족 계열의 첫 번째 원소를 명확하게 결정할 수 없었다. 따라서 이 계열은 나중에 악티늄으로 시작한다는 것이 밝혀질 때까지 "토륨족" 또는 "우라늄족" 계열이라고도 불렸다.
이러한 관찰과 초우라늄 원소의 화학에 대한 명백한 설명에 비추어, 그리고 동료 사이에서 그것이 그의 명성을 망칠 급진적인 아이디어라는 두려움에도 불구하고, 시보그는 그것을 케미컬 앤 엔지니어링 뉴스에 제출했고 그것은 널리 받아들여졌다. 따라서 새로운 주기율표는 악티늄족을 란타넘족 아래에 배치했다. 이 개념이 받아들여진 후, 악티늄족 개념은 1949년 버클륨과 같은 더 무거운 원소 발견의 기초를 다지는 데 결정적인 역할을 했다. 또한 아메리슘 이후 원소에서 +3 산화 상태로 향하는 경향—유사한 4f 계열에서 관찰된 경향—에 대한 실험 결과도 뒷받침했다.

### 7주기 이상의 확장
시보그의 악티늄족 개념의 후속 정교화는 104번에서 121번까지의 원소를 포함하는 트랜스악티늄족 계열과 122번에서 153번까지의 원소를 포함하는 초악티늄족 계열의 초중원소를 이론화했다. 그는 50개의 원소가 추가된 확장 주기율표(따라서 168번 원소에 도달)를 제안했다. 이 여덟 번째 주기는 쌓음 원리의 외삽에서 파생되었으며, 121번에서 138번 원소를 g-구역에 배치했는데, 여기서 새로운 g 하위 껍질이 채워질 것이다. 그러나 시보그의 모형은 높은 원자 번호와 전자 궤도 속도로 인한 상대론적 효과를 고려하지 않았다. 부르크하르트 프리케는 1971년에 그리고 페카 퓌쾨는 2010년에 컴퓨터 모델링을 사용하여 Z = 172까지의 원소 위치를 계산했으며, 여러 원소의 위치가 시보그가 예측한 것과 다르다는 것을 발견했다. 퓌쾨와 프리케의 모델은 일반적으로 172번 원소를 다음 비활성 기체로 배치하지만, 120번 이후 원소의 전자 배치에 대한 명확한 합의는 없으므로 확장 주기율표에서의 배치도 불분명하다. 현재는 상대론적 효과 때문에 이러한 확장이 알려진 원소에서 주기성을 깨뜨리는 원소를 특징으로 할 것으로 생각되어, 미래 주기율표 구성에 또 다른 난관을 제기한다.
2010년 테네신의 발견으로 7주기의 마지막 남은 빈칸이 채워졌다. 따라서 이후부터 새로 발견되는 모든 원소는 8주기에 배치될 것이다.
7주기가 완성되었음에도 불구하고, 일부 트랜스악티늄족의 실험 화학은 주기율과 일치하지 않는 것으로 나타났다. 1990년대에 캘리포니아 대학교 버클리의 켄 체르윈스키는 러더포듐과 플루토늄 사이, 그리고 더브늄과 프로트악티늄 사이의 유사성을 관찰했으며, 4족과 5족에서 주기성이 명확하게 계속되는 것은 아니었다. 최근 코페르니슘과 플레로븀에 대한 실험 결과는 일관되지 않은 결과를 보여주었으며, 일부는 이 원소들이 각각의 동족체인 수은과 납보다는 라돈과 같은 비활성 기체처럼 행동한다는 것을 시사한다. 따라서 많은 초중원소의 화학은 아직 제대로 특성화되지 않았으며, 주기율이 미발견 원소의 특성을 외삽하는 데 여전히 사용될 수 있는지는 불분명하다.

## 같이 보기
- 화학사
- 소분자 주기율표
- 《미스터리 오브 매터: 원소 찾기 (PBS 영화)》
- 화학 원소 발견 연표
- 대안 주기율표

## 내용주
1. ↑  그 산화물은 R2O, R2O2, R2O3, R2O4, R2O5, R2O6, R2O7이다. 나중에 R2O8이 추가되었다.
2. ↑  스케리는 이 표가 "그가 성공적으로 예측했지만 이름을 붙이지 않은 아스타틴과 악티늄 같은 원소들을 포함하지 않는다. 또한 멘델레예프의 주기율표 체계에서 단지 대시로 표시된 예측들도 포함하지 않는다. 몇 가지 다른 문제점 중에는 바륨과 탄탈럼 사이에 있는 비활성 기체 원소가 있는데, 이는 에카크세논이라고 불렸을 것이지만, 멘델레예프는 그렇게 언급하지 않았다."[38]
3. ↑  그는 연속적인 원자량에도 불구하고 유사성을 보임을 지적했으며, 그러한 연속을 1차 그룹(할로겐 및 알칼리 금속과 같은 일반적인 2차 그룹과 대조적으로)이라고 명명했다. 다른 1차 그룹에는 로듐, 루테늄, 팔라듐 무리, 이리듐, 오스뮴, 백금 무리가 있었다.
4. ↑  멘델레예프는 브라우너가 텔루륨의 원자량을 측정하고 125라는 값을 얻은 후에 브라우너를 이렇게 언급했다. 멘델레예프는 텔루륨과 아이오딘의 특성 때문에 후자가 더 무거워야 한다고 생각했지만, 당시 데이터는 그렇지 않았다(텔루륨은 128, 아이오딘은 127로 평가되었다). 그러나 브라우너 자신의 나중 측정은 원래 측정한 값이 정확함을 보여주었다. 멘델레예프는 평생 동안 그것을 의심했다.[46]
5. ↑  특히 멘델레예프는 저마늄을 에카-실리슘으로 즉시 식별하지 못했다. 빈클러는 "하지만 현재의 사례는 비유를 사용하는 것이 얼마나 기만적일 수 있는지를 아주 명확하게 보여줍니다. 왜냐하면 저마늄의 4가 원자가는 그 사이에 반박할 수 없는 사실이 되었고, 새로운 원소가 멘델레예프가 15년 전에 예측한 '에카-실리슘' 외에 다른 것이 아님은 의심할 여지가 없기 때문입니다. 이 식별은 제가 처음에 제시한 저마늄의 짧고 아직 매우 불완전한 특성에서 비롯되었으며, V. v. 리히터에 의해 처음으로 결정적으로 선언되었습니다. 거의 동시에 주기율계의 공로자인 멘델레예프는 제가 언급한 저마늄의 여러 특성들이 에카-실리슘의 그것들을 상기시키지만, 관찰된 원소의 액체 상태는 주기율계의 다른 곳에 위치할 가능성을 시사한다고 언급했습니다. 로타르 마이어는 저마늄이 처음부터 에카-실리슘이라고 선언하며, 자신이 만든 원자 부피 곡선에 따르면 멘델레예프의 가정과는 달리 쉽게 녹고 아마도 쉽게 기화되어야 한다고 덧붙였습니다. 그 당시 저마늄은 아직 규칙적인 상태로 제시되지 않았습니다. 아래에서 보여지겠지만, 로타르 마이어의 조건이 어느 정도 실제로 실현되었다는 것은 더욱 놀라운 일입니다."라고 말했다.[55]
6. ↑  마이어의 표는 대조적으로 이 원소들을 통합하려는 시도를 전혀 하지 않았다.[출처 필요]
7. ↑  당시 알려진 유일한 다른 단원자 기체는 기화된 수은이었다.[63]
8. ↑  멘델레예프는 알려진 값 집합에서 일부 원자량 값이 누락될 수 있다고 생각했다. 그러나 멘델레예프는 반응성 원소와 그 화학적 특성에 대한 예측을 한 것과 유사한 방식으로 비활성 기체 그룹의 존재를 예측할 수 없었다.[74]
9. ↑  에테르 개념은 1905년 독일 물리학자 알베르트 아인슈타인의 특수 상대성 이론에 반박되었고, 이후 에테르가 존재하지 않는다는 생각은 과학계에서 비교적 빠르게 받아들여졌다.

## 참고 문헌
- Gordin, M. D. (2012). 〈The Textbook Case of a Priority Dispute: D. I. Mendeleev, Lothar Meyer, and the Periodic System〉.   Biagioli, M.; Riskin, J. 《Nature Engaged》. Palgrave Macmillan. 59–82쪽. doi:10.1057/9780230338029_4. ISBN 978-1-349-28717-8.
- Mendeleev, D. I. (1870). 《Естественная система элементов и применение ее к указанию свойств неоткрытых элементов》 [원소의 자연 체계 및 미발견 원소의 특성 표시에 대한 적용]. 102–176쪽.. Republished from Mendeleev, D. I. (1871). 《Естественная система элементовъ и примѣненіе её къ указанію свойствъ неоткрытыхъ элементовъ》 [원소의 자연 체계 및 미발견 원소의 특성 표시에 대한 적용]. 《Journal of the Russian Physico-Chemical Society》 (러시아어) 3. 25–56쪽. 2014년 3월 17일에 원본 문서에서 보존된 문서.
- Mendeleev, D. I. (1871). 《Периодическая законность химических элементов》 [화학 원소의 주기성]. 102–176쪽.. Republished from Mendelejeff, D. (1871). 《Die periodische Gesetzmässigkeit der Elemente》 [화학 원소의 주기성]. 《Annalen der Chemie und Pharmacie》 (독일어). 133–229쪽.
- Petrov, L. P. (1981). 《Прогнозирование и размещение инертных элементов в периодической системе》 [주기율표에서 비활성 원소 예측 및 배치] (러시아어).
- Scerri, E. R. (2019). 《The Periodic Table: Its Story and Its Significance》. Oxford University Press. ISBN 978-0-19-091436-3.
- Thyssen, Pieter; Binnemans, Koen (2015). 〈Mendeleev and the Rare-Earth Crisis〉. 《Philosophy of Chemistry》 (PDF). Boston Studies in the Philosophy and History of Science 306. 155–182쪽. doi:10.1007/978-94-017-9364-3_11. ISBN 978-94-017-9363-6.

## 더 읽어보기
- Mendeleev, D. I. (1902). 《Попытка химического понимания мирового эфира》 [세계 에테르에 대한 화학적 이해 시도]. 470–517쪽.. Republished from Mendeleev, D. (1905). 《Попытка химическаго пониманія мірового эѳира》 [세계 에테르에 대한 화학적 이해 시도] (러시아어). M. P. Frolova's typo-lithography. 5–40쪽.
- Mendeleev, D. I. (1958).  Kedrov, K. M., 편집. 《Периодический закон》 [주기율] (러시아어). 소련 과학 아카데미.
- Trifonov, D. I., 편집. (1981). 《Учение о периодичности: история и современность》 [주기성 이론: 역사와 현대] (러시아어). 나우카.